# الحملة الفرنسية على مصر وسوريا
الحملة الفرنسية على مصر وسوريا (1798-1801م) هي حملة عسكرية قام بها الجنرال نابليون بونابرت على الولايات العثمانية مصر والشام بجيش قوامه 36 ألف مقاتلًا بهدف احتلال مصر والشام من أجل المصالح الفرنسية، ومنع إنجلترا من القدرة على الوصول للهند، وكذلك كان للحملة أهداف علمية. كانت بداية الحملة هي حملة البحر المتوسط (1798)، وهي سلسلة من المعارك البحرية شملت السيطرة على مالطا. استمرت الحملة لمدة 3 سنوات، حيث انتهت في عام 1801 بهزيمة وانسحاب الفرنسيين.
من الناحية العلمية، أدت الحملة إلى اكتشاف حجر رشيد، واضعةً بذلك حجر الأساس لعلم المصريات. بالرغم من تحقيق بعض الانتصارات، ونجاح الحملة في البداية، إلا أن نابليون اضطر إلى الانسحاب بجيشه لعدة أسباب، منها حدوث اضطرابات سياسية في فرنسا، والنزاعات في أوروبا، وكذلك الهزيمة في معركة أبي قير البحرية.

## الاستعدادات والرحلة

تاليران مهندس الحملة الفرنسية

### الاقتراح
في وقت الحملة، كانت السلطة التنفيذية في فرنسا ملكٍ لحكومة الإدارة وكانت الحكومة تلجأ للجيش للوقوف أمام نادي اليعاقبة والأخطار الملكية الأخرى، مع الاعتماد بصورة رئيسية على نابليون الأول، الذي كان يعد قائدًا ناجحًا حينها، بعد الانتصار الذي حققه في الحملة الإيطالية.
كانت فكرة السيطرة على مصر وجعلها مستعمرة فرنسية تحت النقاش منذ قام البارون دو توت بمهمة سرية إلى بلاد الشام في 1777، لفحص الجدوى. كان تقرير البارون إيجابيا، لكن لم يتم اتخاذ أي خطوات من قبل فرنسا حينها. أصبحت مصر محل نقاش بعد ذلك بين شارل تاليران ونابليون، وفي 1798، قدم نابليون اقتراحا إلى حكومة المديرين بالقيام بحملة للسيطرة على مصر، بهدف «الحفاظ على المصالح الفرنسية»، وتقليل قدرة بريطانيا على الوصول إلى الهند وإلحاق الضرر بتجارتها، وذلك بسبب موقع مصر الجيد بين خطوط التجارة. أراد بونابرت تأسيس مستعمرة فرنسية في مصر، سعيا في نهاية المطاف للارتباط بحليف فرنسا السلطان تيبو في مملكة ميسور. بما إن فرنسا لم تكن مجهزة لهجوم مباشر على بريطانيا العظمى، قررت حكومة المديرين التدخل بصورة غير مباشرة، وعمل ميناء مزدوج يصل بين البحرين الأحمر والمتوسط (وهو ما سيتم تطبيقه في القرن العشرين عن طريق قناة السويس).
في هذا الوقت، كانت مصر ولاية عثمانية منذ 1517، ولكن لم تكن حينها تحت السيطرة المباشرة للعثمانيين، حيث كان يحكمها المماليك، وكان بينهم نزاعات على السلطة. في فرنسا، كانت «الموضة المصرية» رائجة، حيث شاع الاعتقاد بين المفكرين أن مصر هي مهد الثقافة الغربية، وكان تجار فرنسا في مصر يشتكون من معاملة المماليك لهم، كما كان نابليون يريد أن يسير على خطى الإسكندر الأكبر. أكد نابليون للحكومة الفرنسية أنه بمجرد السيطرة على مصر، سيقوم بالتحالف مع الأمراء الهنود والهجوم على بريطانيا العظمى في مستعمراتها. وفقا لتقرير قدمه تاليران في 13 فبراير 1798:
وافقت حكومة المديرين على الخطة في مارس 1798، على الرغم من عدم الاقتناع التام بكلفتها ونطاقها، ويقال أن أحد الدوافع السرية هي أنهم أرادوا إبعاد نابليون الشعبي وشديد الطموح عن مركز السلطة.

### قبل الرحيل من طولون
انتشرت الشائعات حيث تم تجميع 40 ألف جندي و10 آلاف بحار في موانئ فرنسا المطلة على البحر المتوسط. تم تجميع أسطول كبير في تولون: 13 سفينة خط، 14 فرقاطة و400 ناقلة. لتجنب مواجهة الأسطول الإنجليزي تحت قيادة هوراشيو نيلسون، لم يتم الإعلان عن اتجاه الرحلة حينها وتم الاحتفاظ به كسر، ولم يعرف الاتجاه إلا بونابرت نفسه، بيرثييه، كافاريللي وعالم الرياضيات غاسبار مونج. كان بونابرت القائد، وكان من مرؤوسيه توماس ألكسندر دوماس، كليبر، لويس دوزيه، بيرثييه، كافاريللي، جان لانيس، داماس، يواكيم مورات، أندريوسي، بيليارد، جاك فرانسوا مينو، وزاجتشيك. وشمل مساعدوه في المعسكر أخاه لويس بونابرت، دوروك، يوجين دو بوارنيه، توماس بروسبر جولين والنبيل البولندي جوزيف سوكوفسكي.
انضمت إلى الأسطول في طالون أسراب من جنوة، تشيفيتافيكيا وباستيا، ووضع الأسطول تحت قيادة العميد البحري برويس والعقداء البحريون بيير تشارلز فيلنوف، دو كايلا، ديكريه وجانتيم. كان الأسطول على وشك الرحيل عندما حدثت مشكلة مع النمسا، واستدعت الحكومة بونابرت تحسبا لوقوع حرب. حلت الأزمة في خلال أسابيع، وتلقى نابليون أوامر بالعودة إلى تولون بأسرع ما يمكن.

وصل بونابرت إلى تولون في 9 مايو 1798, وأقام مع بينوت دي ناجاك، الضابط المسئول عن إعداد الأسطول. صعد الجيش السفن واثقا في قيادته وفي 19 مايو، بمجرد صعوده السفينة، وجه بونابرت خطابا إلى قواته، خاصة هؤلاء الذين كانوا معه في جيش إيطاليا:

### الاستيلاء على مالطا
عندما وصل أسطول نابليون إلى مالطا طلب نابليون من فرسان مالطا السماح لأسطوله بدخول الميناء والحصول على الماء والطعام. رد فون هومبيش على هذا الطلب بأنه لن يسمح إلا بدخول سفينتين فرنسيتين في المرة الواحدة. بعد معرفة الرد، فكر نابليون في أن ذلك سيتطلب أسابيعا حتى يصل الأسطول بأكمله، وتخوف من لحاق الأسطول البريطاني بقيادة نيلسون بهم، فأمر بغزو مالطا.
كانت الثورة الفرنسية قد ساهمت في إضعاف الفرسان وقدرتهم على تشكيل أي مقاومة فعلية، بالإضافة إلى أن نصفهم كانوا فرنسيين ورفضوا القتال.
نزلت القوات الفرنسية في مالطا صباح 11 يونيو. أنزل الجنرال لويس باراغي دي هيليرز الجنود والمدافع في الجزء الغربي من جزيرة مالطا الرئيسية، تحت نيران المدفعية من التحصينات المالطية. واجهت القوات الفرنسية بعض المقاومة الأولية لكنها ضغطت إلى الأمام. وقد أعاد أفراد قوة الفرسان -غير المعدة جيدا- في تلك المنطقة -والذين يبلغ عددهم حوالي 2000 فقط- التجمع من جديد. ضغط الفرنسيون بهجومهم مجددا. بعد معركة شرسة استمرت 24 ساعة، استسلمت معظم قوات الفرسان في الغرب. أقام نابليون أثناء إقامته في مالطا في قصر باريزيو في فاليتا.

فتح نابليون المفاوضات بعد ذلك. وفي مواجهة القوات الفرنسية المتفوقة وخسارة غرب مالطا، اضطر فون هومبيش إلى إعلان استسلام الحصن الرئيسي في فاليتا. 

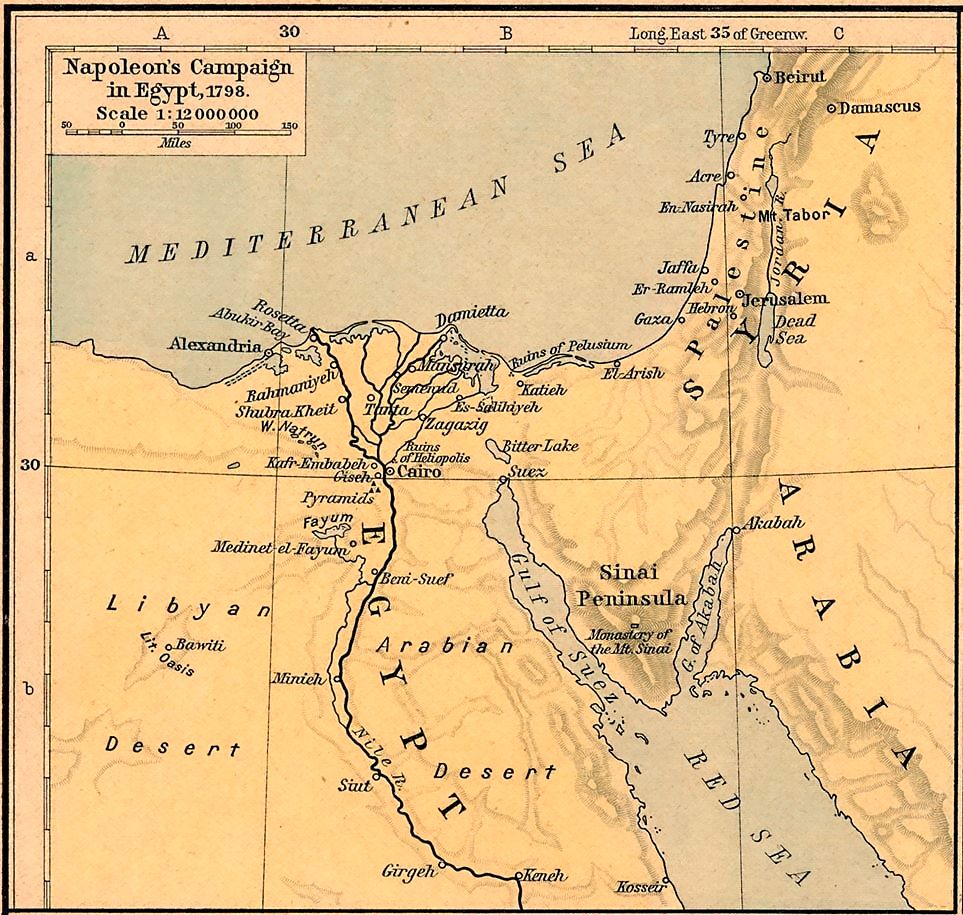
خريطة الحملة الفرنسية

## من الإسكندرية إلى سوريا

### النزول في الإسكندرية
غادر نابليون مالطا لمصر. بعد النجاح في تجنب الاكتشاف من قبل الأسطول الملكي لمدة ثلاثة عشر يومًا، أصبح الأسطول على مقربة من الإسكندرية حيث هبط في 1 يوليو، على الرغم من أن خطة نابليون كانت الهبوط في مكان آخر. في يوم الهبوط، قال نابليون لقواته «أعد كل جندي يعود من هذه الرحلة، بما يكفي لشراء ستة فدادين من الأرض». وأضاف:
الشعوب التي سنعيش معها هي من المسلمين. مقالهم الأول من الإيمان هو «لا إله إلا الله، ومحمد رسول الله». لا تتعارضوا معهم؛ عاملوهم كما عاملتم اليهود والإيطاليين. احترموا المفتين وأئمتهم، كما احترمتم حاخاماتهم وأساقفتهم. فليكن لديكم نفس التسامح في الاحتفالات المنصوص عليها في القرآن الكريم، لمساجدهم، كما كان لديكم للأديرة، للمعابد، لدين موسى والمسيح. الجيوش الرومانية اعتادت على حماية جميع الأديان. ستجدون هنا عادات وتقاليد مختلفة عما وجدتموه في أوروبا، يجب أن تعتادوا عليها. الناس هنا سيعاملون النساء بشكل مختلف عنا؛ لكن في كل دولة، كل من يعتدي هو وحش. النهب لا يثري إلا عدد قليل من الرجال؛ إنه يهزنا، إنه يدمر مواردنا، ويصنع أعداءا من الناس الذين من مصلحتنا كونهم أصدقاء. أول مدينة سنواجهها قد أنشأها ألكسندر الأكبر. سنجد في كل خطوة بقايا عظيمة جديرة بالمحاكاة الفرنسية.
كان جاك فرانسوا مينو أول من انطلق إلى مصر، وكان أول فرنسي يصل. هبط بونابرت وكليبر معاً وانضما إلى مينو ليلاً في مارابو، حيث تم رفع أول علم فرنسي في مصر. أبلغ بونابرت بأن الإسكندرية تعتزم مقاومته وسارع إلى الحصول على قوة على الشاطئ. وفي الساعة الثانية صباحاً، انطلق في ثلاثة طوابير، ووصل على حين غرة أمام أسوار الإسكندرية وأمر بالاعتداء - فاستسلم المدافعون. لم يكن لدى المدينة وقت للاستسلام ووضع نفسها تحت تصرف الفرنسيين، ولكن على الرغم من أوامر بونابرت، اقتحم الجنود الفرنسيون المدينة.
في 1 يوليو، قام نابليون، على متن سفينة «المشرق» في طريقه إلى مصر، بكتابة البيان التالي إلى سكان الإسكندرية المسلمين:
لطالما أهان البكوات الذين يحكمون مصر الأمة الفرنسية وغطوا تجارهم بالافتراءات. لقد حانت ساعة عقابهم. لطالما استبد هذا الحشد من العبيد، الذي تم شراؤه في القوقاز وجورجيا، بأجمل جزء من العالم. لكن الله، الذي يعتمد عليه الجميع، قد قرر أن إمبراطوريتهم ستنتهي. يا شعب مصر، لقد أخبروكم بأنني جئت لتدمير دينكم، لكن لا تصدقوهم. أخبروهم أنني جئت لاستعادة حقوقكم ومعاقبة المغتصبين، وأنني أحترم الله ونبيه والقرآن أكثر من المماليك. قولوا لهم أن جميع الناس متساوون أمام الله. الحكمة، المواهب، الفضائل هي الأشياء الوحيدة التي تجعل الإنسان يختلف عن الآخر ... هل هناك أرض أكثر جمالا؟ إنها ملك المماليك. إذا كانت مصر مزرعتهم، فعليهم أن يظهروا عقد الإيجار الذي أعطاهم الله له ... ... أيها القضاة، الشيوخ، الأئمة، وأعيان الأمة، أطلب منكم أن تخبروا الناس أننا أصدقاء حقيقيون للمسلمين. ألم نكن نحن من دمروا فرسان مالطا؟ ألم نكن نحن من دمروا البابا الذي كان يقول أنه من الواجب الحرب على المسلمين؟ ألم نكن نحن في جميع الأوقات أصدقاء إلى الرب العظيم وأعداء لأعدائه؟ ... حقا سعداء هم أولئك الذين سيكونون معنا! ستزدهر ثروتهم ورتبهم. سعداء هم أولئك الذين سيكونون محايدين! سوف يتعرفون علينا بمرور الوقت، وينضمون إلى صفوفنا. لكن غير سعداء أبدا، أولئك الذين سيسلحون أنفسهم [للقتال] من أجل المماليك والذين سيحاربوننا! لا رجاء لهم، وسيهلكون.
عندما تم إنزال القوة الاستطلاعية، تلقى الأدميرال برويس أوامر بنقل الأسطول إلى خليج أبي قير قبل إرساء أسطول المعركة في ميناء الإسكندرية القديم إن أمكن أو أخذه إلى كورفو. وقد كانت هذه الاحتياطات حيوية بعد ذلك بسبب وصول الأسطول البريطاني الوشيك، والذي كان قد شوهد بالفعل بالقرب من الإسكندرية قبل 24 ساعة من وصول الأسطول الفرنسي. كان من الحكمة تجنب مخاطر معركة بحرية - حيث يمكن أن تكون للهزيمة نتائج كارثية وكان من مصلحة القوة أن تذهب عن طريق البر، وتسير بسرعة قصوى إلى القاهرة لمفاجأة قادة العدو قبل أن يتمكنوا من وضع أي تدابير دفاعية في المكان.

### نصر بري وهزيمة بحرية
سار لويس ديسايز عبر الصحراء بقسمه ومدفعية، ووصل إلى دمنهور -على بعد خمسة عشر ميلاً (24 كم) من الإسكندرية- في 6 يوليو. في هذه الأثناء، غادر بونابرت الإسكندرية، تاركا المدينة تحت قيادة كليبر. سار الجنرال دوجوا Dugua إلى رشيد، مع أوامر بالاستيلاء على مدخل الميناء الذي يضم الأسطول الفرنسي، والذي كان مخططا له أن يتابع الطريق إلى القاهرة بمحاذاة الضفة اليسرى للنهر وأن ينضم مرة أخرى إلى الجيش في الرحمانية. في 8 يوليو، وصل بونابرت إلى دمنهور، حيث وجد القوات التي كانت قد اجتمعت، وبعد يومين ساروا إلى الرحمانية، حيث كانوا ينتظرون الأسطول مع المؤن. وصل الأسطول 12 يوليو وبدأ الجيش في السير مرة أخرى ليلا، والأسطول وراؤه.

أجبرت الرياح العنيفة الأسطول على الانحناء إلى يسار الجيش وإلى أسطول المماليك مباشرة، والذي كان مدعومًا بنيران من 4 آلاف من المماليك المسلحين، مدعومين بالفلاحين والعرب. كان للأسطول الفرنسي تفوق عددي لكنه فقد سفنه المدفعية في المواجهة. أمر بونابرت قواته البرية بالهجوم على شبراخيت، وتم الاستيلاء عليها بعد قتال عنيف دام ساعتين. انسحب المماليك إلى القاهرة، تاركين خلفهم 600 قتيل في ساحة المعركة.

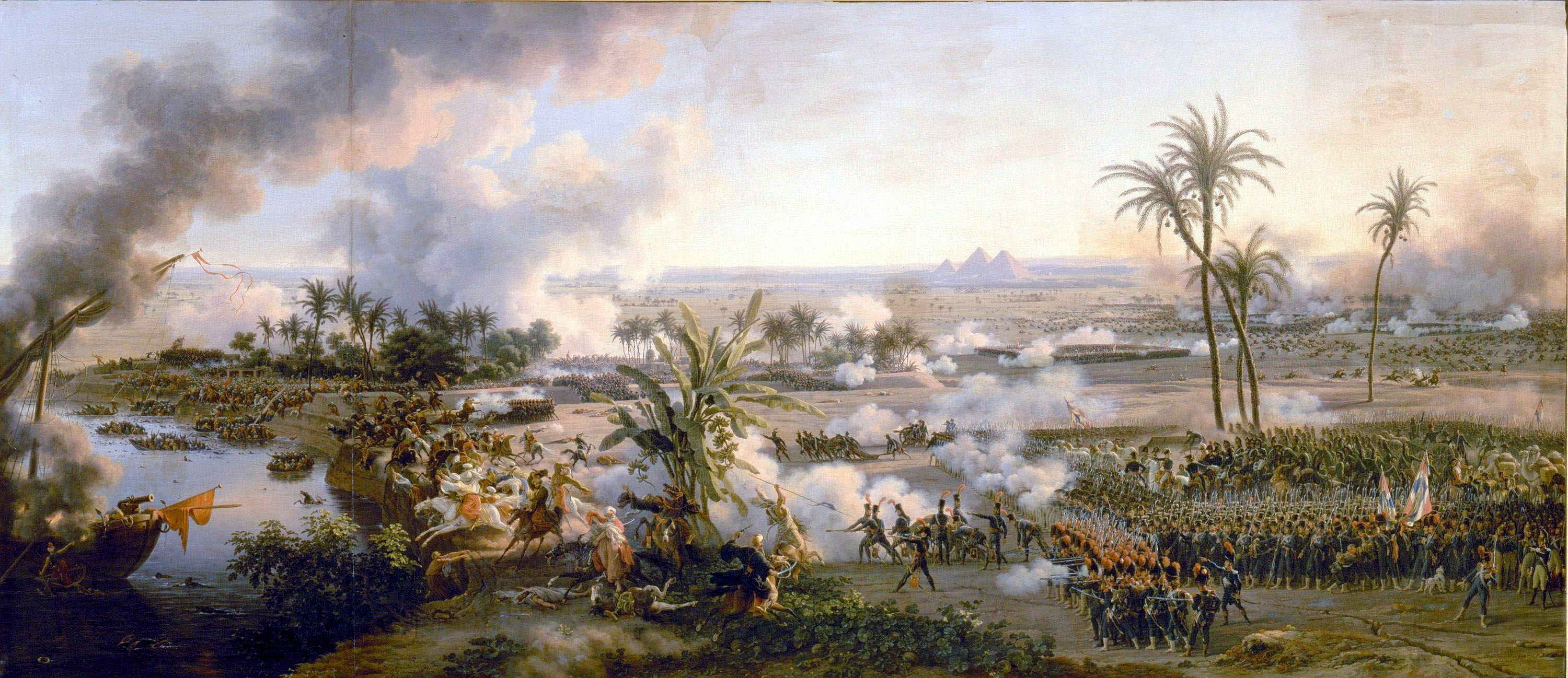
معركة الأهرام، لويس فرانسوا، البارون لوجين، 1808.

بعد يوم راحة في شبراخيت، واصلت القوات البرية الفرنسية المسير. في 20 يوليو، وصلت القوات البرية إلى مسافة نصف ميل من إمبابة. كانت الحرارة عالية واستنفذ الجيش واحتاج إلى الراحة، ولكن لم يكن هناك ما يكفي من الوقت، فأمر بونابرت قواته التي يبلغ قوامها 25 ألف جندي بالقتال عند موقع على بعد تسعة أميال (15 كم) من أهرامات الجيزة. يقال إنه أظهر لجيشه الأهرامات خلف الجناح الأيسر للقوات المدافعة، وفي اللحظة التي طلب فيها الهجوم هتف «أيها الجنود، شاهدوا قمم الأهرام» -في المؤلفات المكتوبة بعد ذلك، تم تغيير هذه العبارة إلى «أيها الجنود، تذكروا أنه عند قمة هذه الأهرامات، 40 قرناً من التاريخ يتأملوكم»، على الرغم من أن المؤرخين اكتشفوا فيما بعد أن الأهرامات لم تكن مرئية من ساحة المعركة-. كانت هذه بداية ما يسمى بـ «معركة إمبابة»، التي انتهت بنصر فرنسي على قوة قوامها حوالي 21 ألف مملوك. (حوالي 40,000 من جنود المماليك لم يكونوا في موقع المعركة). هزم الفرنسيون سلاح الفرسان المملوكي بقوة كبيرة من المشاة والمدافع. في المجمل كان عدد الضحايا حوالي 300 فرنسي وحوالي 6000 مصري. نتج عن المعركة عشرات القصص والرسومات. تابعت فرقة دوبوي اللحاق بقوات المماليك ودخلت القاهرة ليلا، وكان قد تركها مراد بك وإبراهيم بك. في 25 يوليو، نقل بونابرت مقره الرئيسي للجيزة. أُمر دوزيه بملاحقة مراد، الذي انطلق إلى صعيد مصر. تم وضع فيلق مراقبة في Elkanka لمراقبة تحركات إبراهيم، الذي كان متجهاً نحو سوريا. قاد بونابرت شخصياً مطاردة إبراهيم وهزمه في معركة الصالحية ودفعه نهائياً إلى خارج مصر.

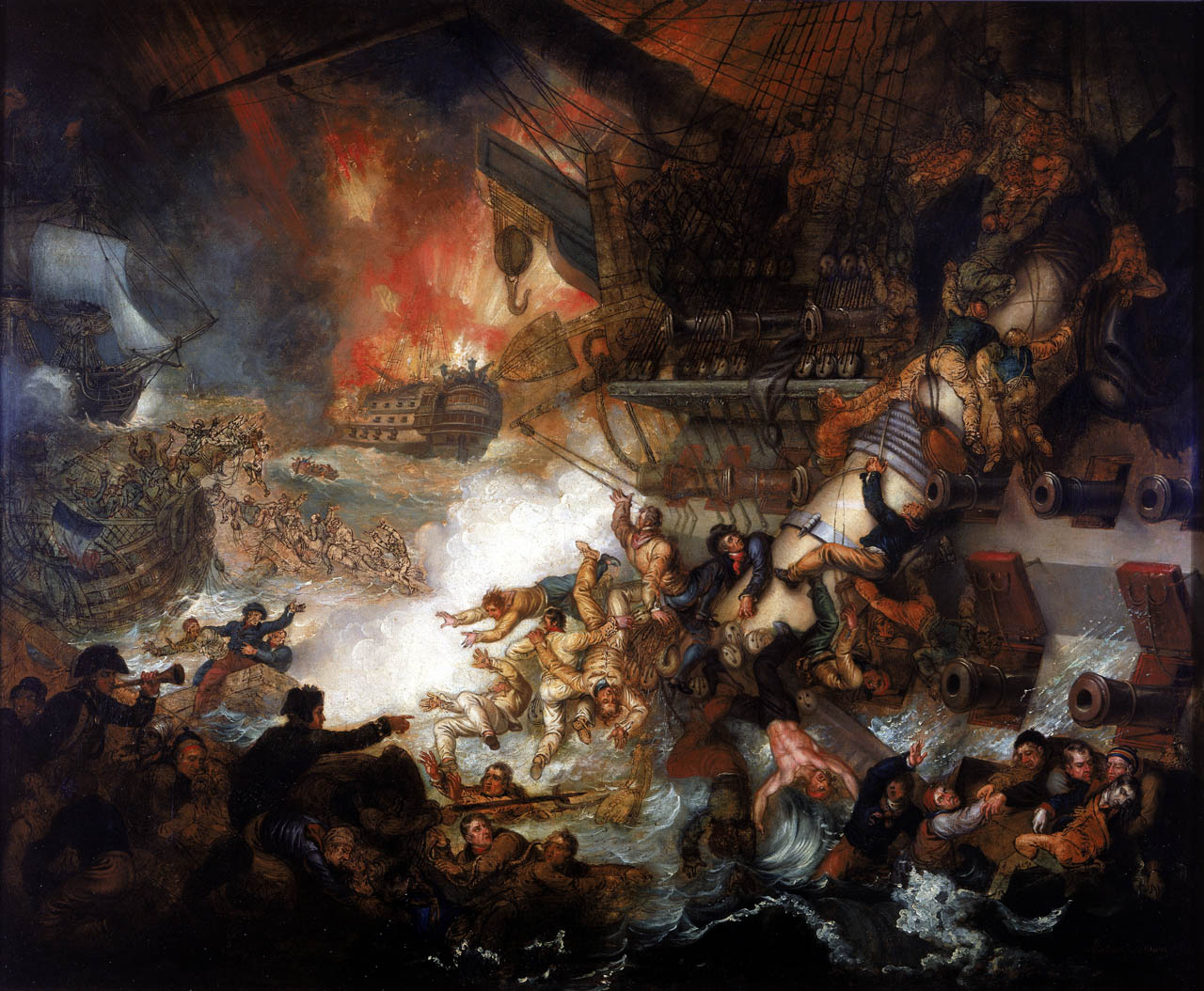
معركة "أبو قير"، 1 أغسطس، 1798

أبحرت وسائل النقل عائدة إلى فرنسا، لكن بقى أسطول المعركة مساندا الجيش على طول الساحل. كان الأسطول البريطاني تحت قيادة هوراشيو نيلسون يفتش عن الأسطول الفرنسي لأسابيع، ولكن لم يستطع إيجاده في الوقت المناسب لمنع النزول في مصر، ولكن في 1 أغسطس، اكتشف نيلسون السفن الحربية الفرنسية الراسية في موقع دفاعي قوي في خليج أبو قير. اعتقد الفرنسيون أنهم كانوا عرضة للهجوم فقط على جانب واحد، والجانب الآخر محمي من قبل الشاطئ. ومع ذلك، خلال معركة النيل تمكن الأسطول البريطاني بقيادة نيلسون من وضع نصف سفنه بين البر والخط الفرنسي، وبالتالي القدرة على المهاجمة من كلا الجانبين. في غضون ساعات قليلة، أُسرّت أو دُمرّت 11 سفينة فرنسية من أصل 13 سفينة و2 من أصل 4 فرقاطات فرنسية. في حين هربت السفن الأربع المتبقية. يتباين عدد القتلى الفرنسيين حسب المصادر ولكنه يتراوح بين 2000 إلى 5000 قتيل وجريح، وأُسر حوالي 3000 جندي، في مقابل خسارة الإنجليز 218 شخص، وإصابة 677. أحبط هذا هدف بونابرت في تعزيز الموقف الفرنسي في البحر الأبيض المتوسط، وبدلا من ذلك وضعه تماما تحت السيطرة البريطانية. وصلت أخبار الهزيمة البحرية لبونابرت في طريق العودة إلى القاهرة بعد هزيمة إبراهيم. يقول شارل موليي عن موقف نابليون:
هذا الحدث الكارثي لم يزعجه [بونابرت] على الإطلاق، ولم يسمح لأي عاطفة لم يختبرها أولا في ذهنه بالظهور. وبعد قراءة البرقية التي أبلغته أنه وجيشه أصبحوا الآن سجناء في مصر، قال: «لم يعد لدينا سلاح بحري. حسناً، علينا أن نبقى هنا، أو نرحل كرجال عظماء مثلما فعل القدماء».. أظهر الجيش سعادة لهذا الرد القصير، لكن المصريين اعتبروا الهزيمة في أبو قير بمثابة تحول لصالحهم ، ومن ذلك الحين شغلوا أنفسهم للعثور على وسائل للتخلص من نير الكراهية التي كان الأجانب يحاولون فرضها عليهم بالقوة واصطيادهم من بلادهم. سرعان ما تم وضع هذا المشروع حيز التنفيذ.

### إدارة نابليون لمصر

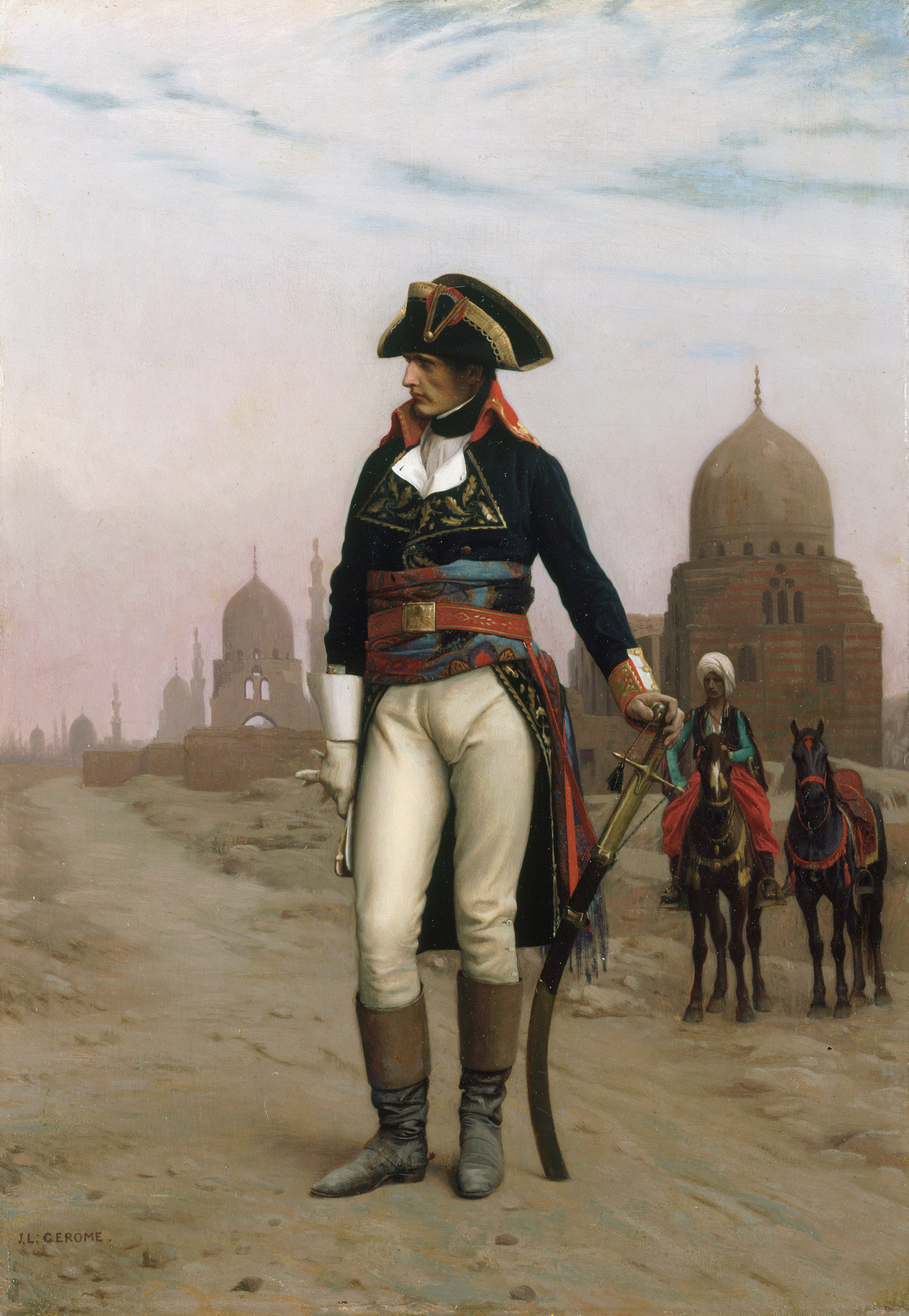
رسم لنابليون في القاهرة بريشة جان ليون جيروم، القرن التاسع عشر.

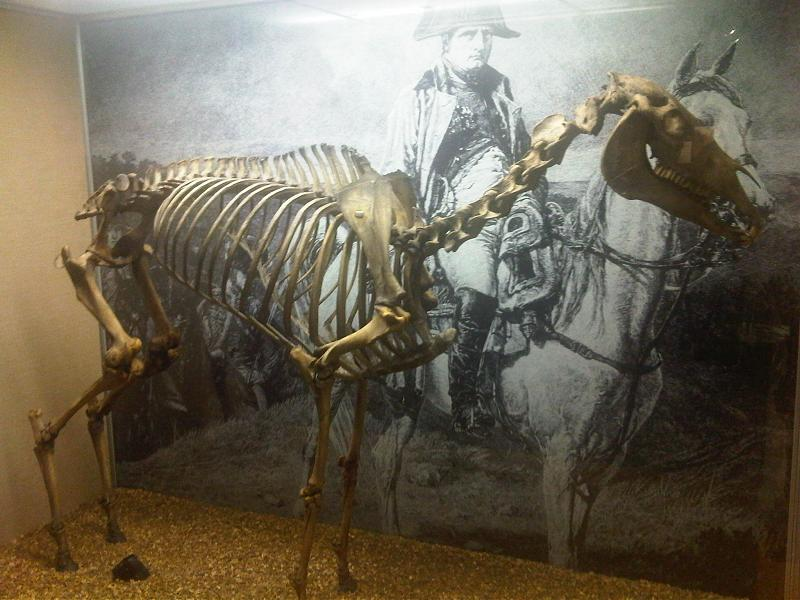
الهيكل العظمي لحصان نابليون العربي (مارينجو)، معروضا في متحف بلندن.

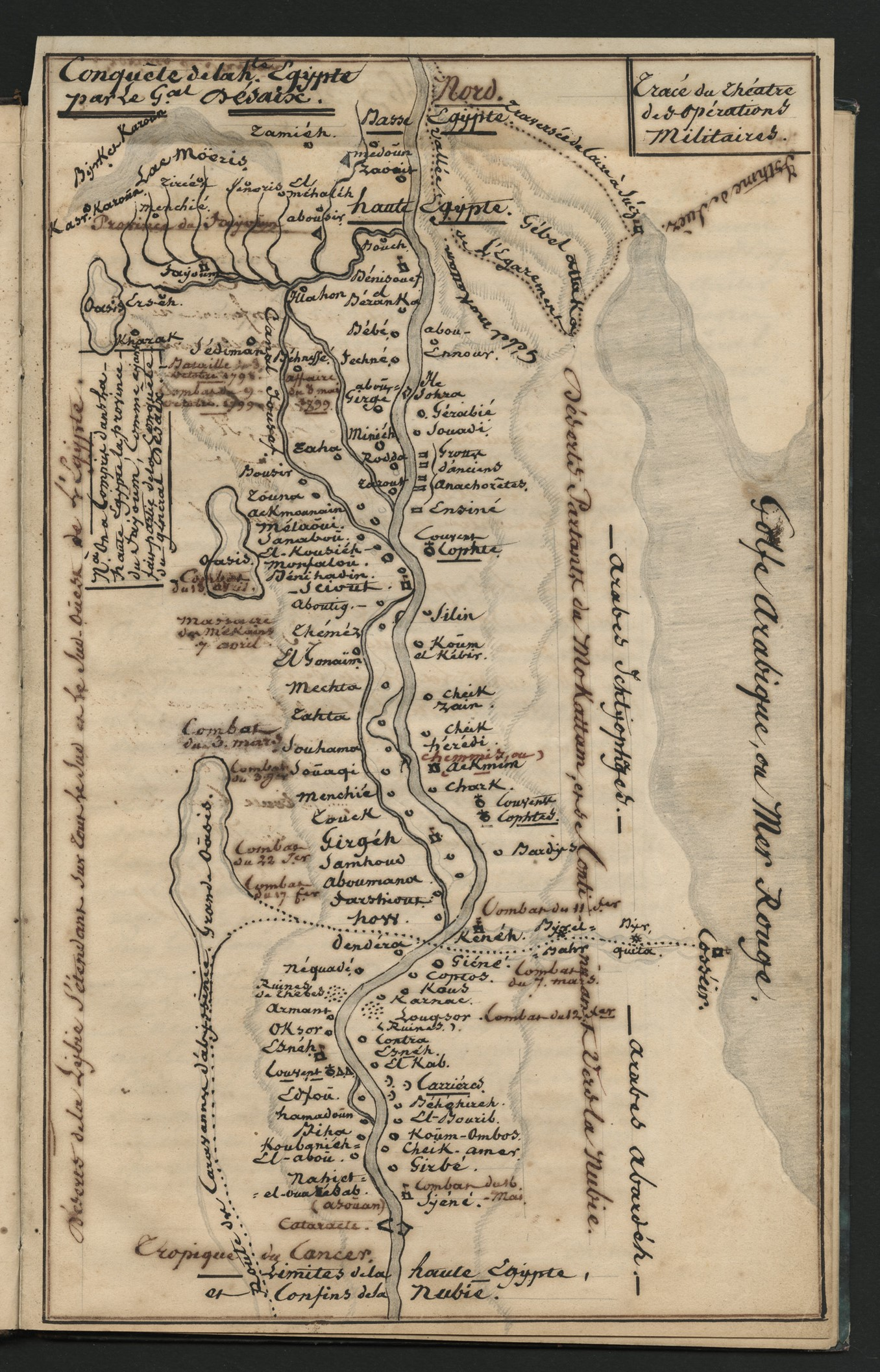
"هذه الخريطة مأخوذة من مخطوطات هاوت التي تصف الغزو الفرنسي لمصر. إنه يعرض مسرح العمليات في صعيد مصر.

بعد الهزيمة البحرية في أبو قير، أصبحت حملة بونابرت مرتبطة بالبر. إلا أن جيشه نجح في توطيد سلطته في مصر، رغم أنه واجه انتفاضات قومية متكررة، وبدأ نابليون يتصرف كحاكم مطلق لكل مصر. في مجهود فاشل إلى حد كبير للحصول على دعم من السكان المصريين، أصدر بونابرت تصريحات تصفه بأنه محرر للشعب من الاضطهاد العثماني والمملوكي، مشيدا بمبادئ الإسلام ومدعيا الصداقة بين فرنسا والدولة العثمانية على الرغم من التدخل الفرنسي في الدولة ذاتية الحكم. هذا الموقف أكسبه في البداية دعمًا قويًا في مصر وأدى لاحقًا إلى الإعجاب بنابليون من محمد علي، الذي نجح في ما لم ينجح فيه بونابرت بإصلاح مصر والإعلان عن استقلالها عن العثمانيين. في خطاب إلى شيخ في أغسطس 1798، كتب نابليون: «أتمنى ... أن أتمكن من توحيد جميع الرجال الحكيمين والمتعلمين في كل الدول وأنشئ نظامًا موحدًا يستند إلى مبادئ القرآن التي تستطيع توجيه الناس للسعادة». ومع ذلك، كتب سكرتير بونابرت «بوريان» أنه لم يكن لديه اهتمام جاد بالإسلام أو أي دين آخر بعيدا عن قيمته السياسية:
«كان مبدأ بونابرت هو النظر إلى الأديان على أنها عمل الرجال، ولكن مع احترامها في كل مكان كمحرك قوي للحكم ... إذا تحدث بونابرت كمسلم، فقد كان ذلك فقط جزءا من شخصيته العسكرية وحكمه السياسي لبلد مسلم. إن القيام بذلك كان أساسياً لنجاحه ولسلامة جيشه. في الهند كان ليؤيد علي، في التبت كان ليؤيد دالاي لاما، وفي الصين أيضا كان ليؤيد كونفوشيوس».
بعد فترة وجيزة من عودة بونابرت من مواجهة إبراهيم جاء المولد النبوي، الذي تم الاحتفال به ببهاء كبير. قاد بونابرت نفسه المسيرات العسكرية للمناسبة، واستعد لهذا المهرجان مرتديا لباسا شرقيا وعمامة. وفي هذه المناسبة، منحه الديوان لقب «علي بونابرت» بعد أن أطلق بونابرت على نفسه «ابن للنبي» و «محبوب من الله». وفي نفس الوقت تقريباً اتخذ إجراءات صارمة لحماية قوافل الحج من مصر إلى مكة المكرمة، حيث كتب رسالة بنفسه إلى حاكم مكة.
ومع ذلك، وبفضل الضرائب التي فرضها عليهم لدعم جيشه، ظل المصريون غير مقتنعين بصدق محاولات بونابرت للتصالح واستمروا في مهاجمته بلا توقف. لم تكن عمليات الإعدام العسكرية قادرة على ردع هذه الهجمات واستمرت في الحدوث.
كان يوم 22 سبتمبر 1798 هو الذكرى السنوية لتأسيس الجمهورية الفرنسية الأولى، ونظم بونابرت احتفالا كبيرا. بناء على أوامره، تم بناء سيرك هائل في أكبر ساحة في القاهرة، مع 105 عمود (كل منها يحمل راية مختلفة) حول الحافة ومسلة ضخمة منقوشة في المركز. تم تسجيل أسماء قتلى الحروب الثورية الفرنسية على سبعة مذابح كلاسيكية، وظهرت مشاهد معركة الأهرام على قوس للنصر. وكان الأمر غريبا، حيث كان الرسم التصويري يمدح الفرنسيين ويقلل من المصريين (الذين كان بونابرت يسعى لكسبهم كحلفاء).
في يوم المهرجان، خاطب بونابرت قواته، وقام بتعداد «مآثرهم» منذ حصار طولون عام 1793 وقال لهم:
من الإنجليز، المشهورين بالفنون والتجارة، إلى البدو الشرسين، لقد ألقيتم نظرة على العالم. أيها الجنود ، مصيركم عادل ... في هذا اليوم، 40 مليون مواطن يحتفلون بحقبة الحكومة، 40 مليون مواطن يفكرون بكم.
بعد أن جعل نفسه حاكما لمصر، أعطى بونابرت مصر بعضا من فوائد الحضارة الغربية. سرعان ما اتخذت القاهرة مظهر مدينة أوروبية، حيث كانت إدارتها (الدواوين) تؤول إلى بعض من أفضل رجال المنطقة. وفي الوقت نفسه، تم إنشاء بعض المؤسسات المحلية في المدن الأخرى. أُنشئ معهد للعلماء الفرنسيين وتم ضم لقب رئيس المعهد إلى لقب أكاديمي. تم إنشاء مكتبة، ومختبر للكيمياء، وخدمة صحية، وحديقة نباتية، ومرصد، ومتحف للآثار وحديقة حيوان.
وبموجب أوامر بونابرت، وضع العلماء جدولاً مقارناً للأوزان والمقاييس المصرية والفرنسية، وكُتِب قاموس فرنسي عربي وحُسِب تقويم مصري قبطي أوروبي (ثلاثي). تم إنشاء جريدتين في القاهرة، واحدة للأدب والاقتصاد السياسي تحت اسم "Décade égyptienne"، والأخرى للسياسة تحت عنوان "Courrier égyptien".
بسبب انخفاض الأعداد بشكل كبير بسبب الوفيات في المعارك والمرض، ومع كون الجيش لم يعد يأمل في الحصول على تعزيزات من فرنسا بعد الكارثة البحرية في أبو قير، حاول بونابرت التغلب على هذه المشكلة عن طريق فرض رسوم على المصريين الذين تتراوح أعمارهم بين 16 و 24 وتحويل الـ 3000 بحار الذين نجوا في أبو قير إلى فيلق بحري. أغلقت جميع الشوارع في القاهرة في الليل ببوابات لمنع السكان من مساعدة العرب في هجماتهم الليلية على الفرنسيين. قام بونابرت بإزالة هذه الأسوار، حيث كان المصريون يستخدمونها كمتاريس ضد الفرنسيين (وقد ثبت أن هذا الإزالة مبررة بالأحداث التي أعقبت ذلك).

### ثورة القاهرة الأولى

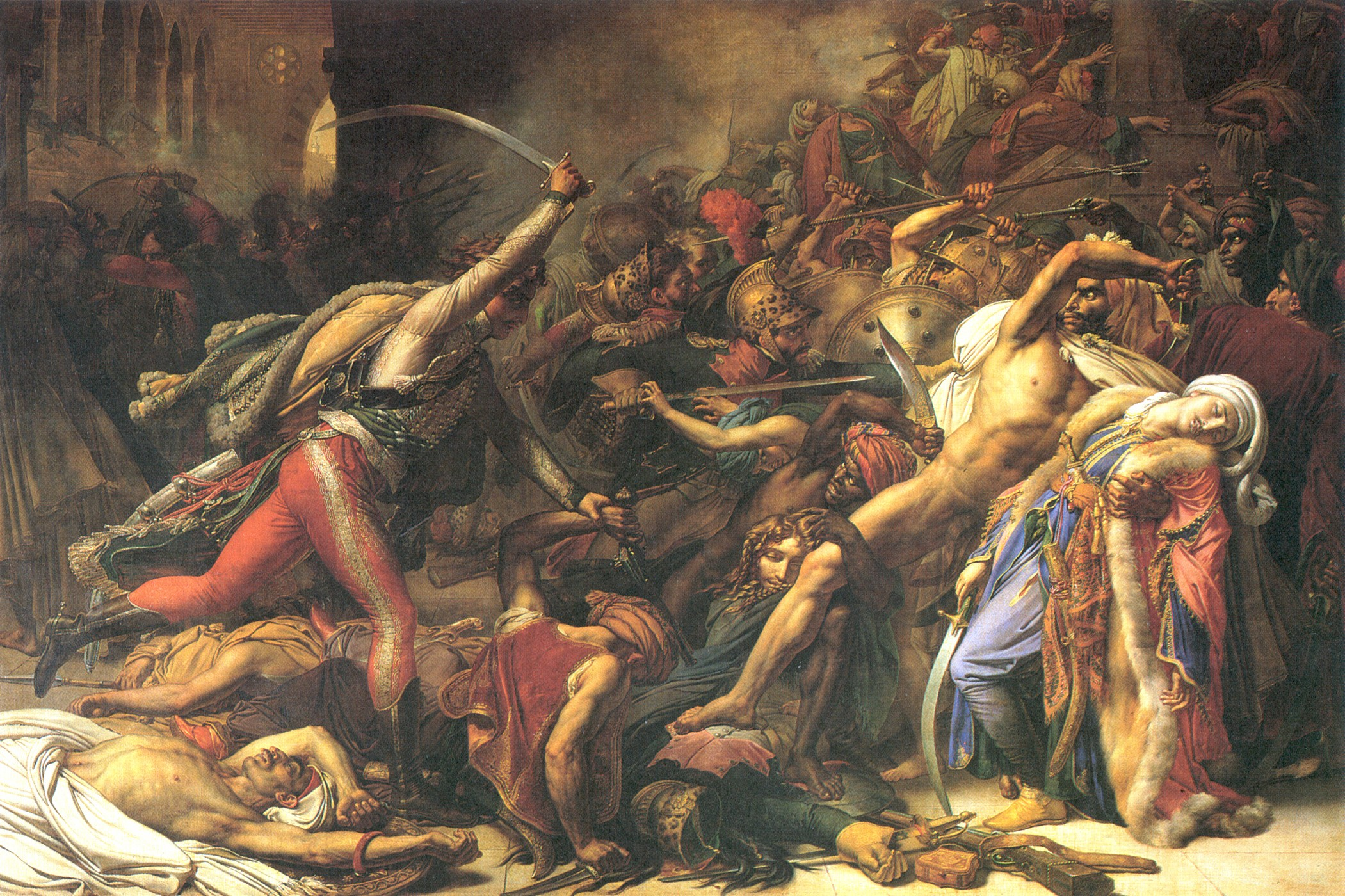
ثورة القاهرة الأولي.

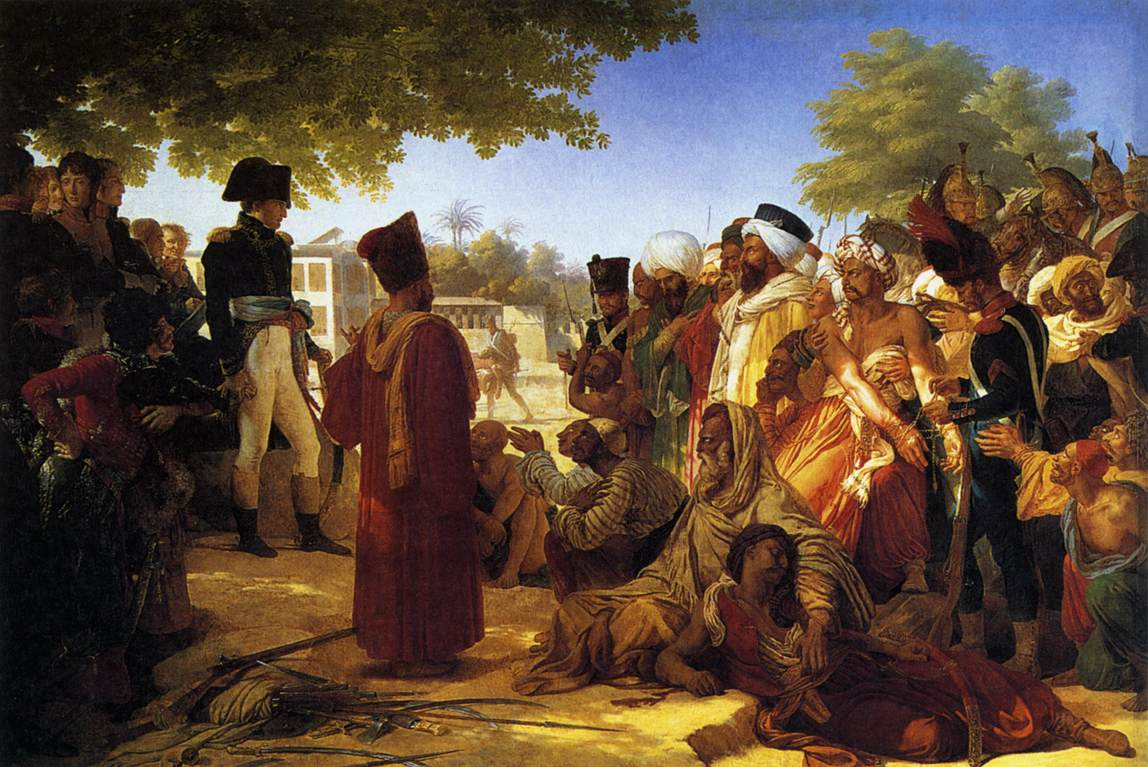
معاقبة نابليون لزعماء الثورة.

في 21 أكتوبر 1798، بينما كان بونابرت في القاهرة القديمة، كان سكان المدينة ينشرون الأسلحة في الشوارع ويعملون على عمل تحصينات، خاصة في المسجد الكبير. كان قائد اللواء «دوبوي»، حاكم القاهرة، أول من قتل، ثم سلكوفسكي، صديق بونابرت ومعاونه في المعسكر. بعد تحميسهم من قبل الشيوخ والأئمة، أقسم المصريون أن يبيدوا كل الفرنسيين، وأي فرنسي قابلوه تم قتله. وتجمعت الحشود على بوابات المدينة لمنع بونابرت من الدخول، الذي صُدِم وأُجبر على اتخاذ منعطف للدخول عبر بوابة بولاق.
كان وضع الجيش الفرنسي خطيرا، كان البريطانيون يهددون المدن الساحلية، وكان مراد بك في صعيد مصر، وكان الجنرالات مينو ودوغوا قادرين فقط على السيطرة على مصر السفلى. كان لدى العرب المصريين تأييد ودعم لأولئك الذين يثورون ضد الفرنسيين في القاهرة.
تم ضرب العرب مرة أخرى في الصحراء بأوامر من بونابرت، وتمت إعادة المدفعية إلى المدينة الثائرة. قام بونابرت بنفسه بمطاردة الثوار من شارع إلى شارع وأجبرهم على تركيز انسحابهم في المسجد الكبير. لحسن الحظ بالنسبة للفرنسيين، كانت السماء مغطاة بالغيوم وكذلك صوت الرعد، وهي ظاهرة نادرة في مصر. اعتبر بعض من السكان المؤمنين بالخرافات الرعد كعلامة من السماء. أمر بونابرت على الفور مدفعه بفتح النار على المسجد. حطم الفرنسيون البوابات واقتحموا المبنى، وذبحوا ثوار المدينة في الداخل.
بعد عودته مرة أخرى إلى السيطرة المطلقة على القاهرة، سعى بونابرت إلى القبض على الكتاب والمحرضين على التمرد. وأدين عدة مشايخ والعديد من الأتراك والمصريين بالمشاركة في المؤامرة وأعدموا. لإكمال عقوبته، فرض بونابرت على المدينة ضريبة عالية جديدة واستبدل ديوانها بلجنة عسكرية.

## الشام

### قناة سيزوستريس

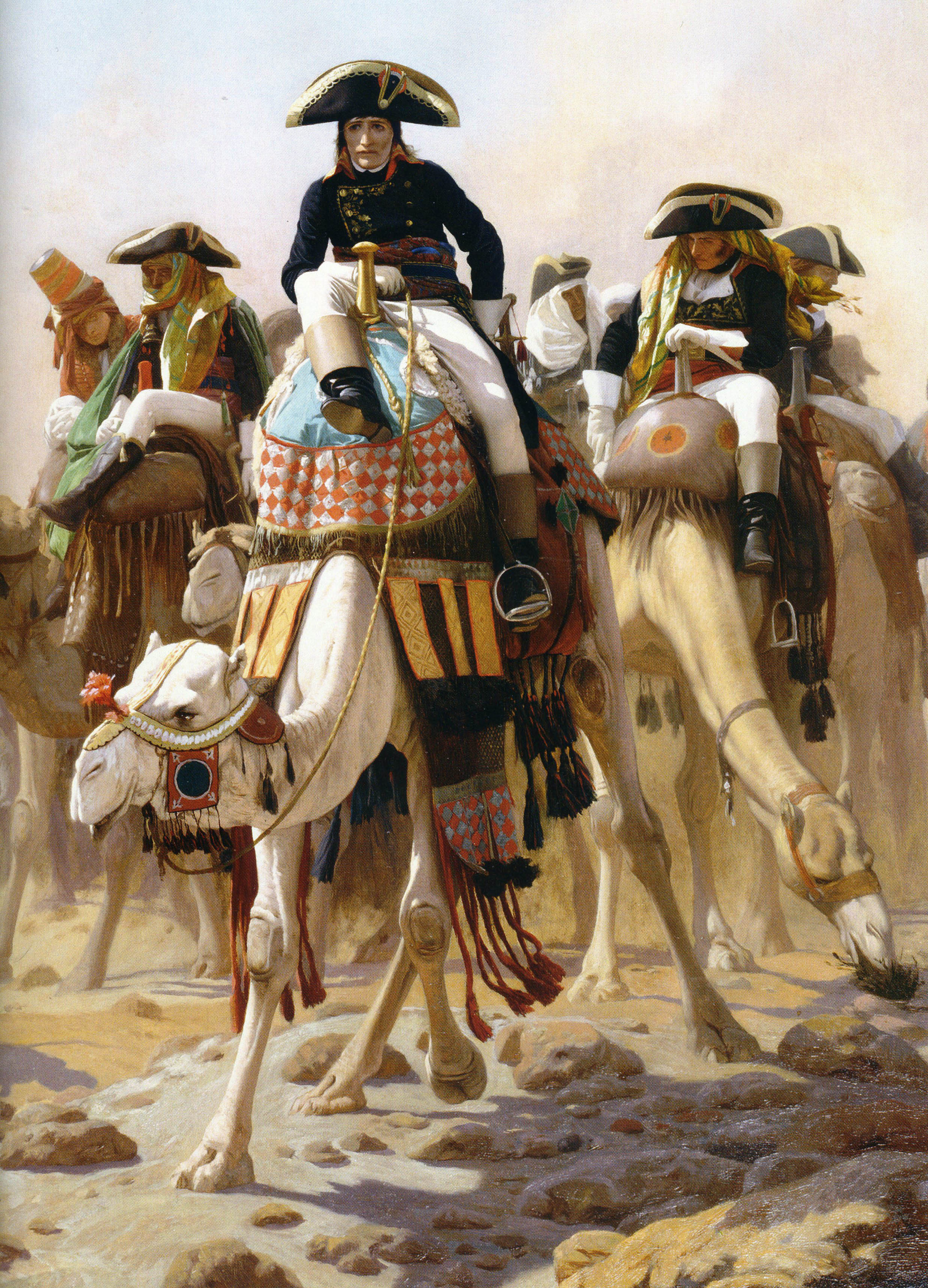
بونابرت ومساعدوه في مصر، رسمت عام 1863.

مع هدوء مصر مرة أخرى ووقوعها تحت سيطرته، استغل بونابرت هذا الوقت لزيارة السويس ورؤية بعينيه القناة (المعروفة باسم «قناة سيزوستريس» أو «قناة الفراعنة») التي يقال أنه قد تم حفرها في العصور القديمة بين البحر الأحمر والبحر المتوسط بأمر من الفراعنة. قبل أن ينطلق في رحلة الاستكشاف، أعاد للقاهرة حكمها الذاتي، وحل ديوان جديد مكون من 60 عضوًا محل اللجنة العسكرية.
بعد ذلك، برفقة بيرتهوليت، غاسبار مونج، لو بير، دوتير، كوستاز، كافاريللي، ومتبوعا بـ 300 شخص، انطلق بونابرت إلى البحر الأحمر وبعد ثلاثة أيام من السير عبر الصحراء وصل إلى السويس. بعد إعطاء الأوامر لاستكمال التحصينات في السويس، عبر بونابرت البحر الأحمر وانتقل في 28 ديسمبر 1798 إلى سيناء للبحث عن جبال موسى الشهيرة على بعد 17 كيلومترًا من السويس. وعند عودته، فوجئ بالمد والجزر، وواجه خطر الغرق. عند عودتهم إلى السويس، وبعد الكثير من الاستكشاف، حققت البعثة هدفها، حيث عثرت على بقايا القناة القديمة (قناة سيزوستريس) التي أمر بحفرها سنوسرت الثالث ونخاو الثاني.

### الهجمات العثمانية
في هذه الأثناء، تلقى العثمانيون في القسطنطينية (اسطنبول الآن) أنباء عن تدمير الأسطول الفرنسي في أبو قير، واعتقدوا أن هذا قد رسم نهاية بونابرت وحملته، المحاصرين في مصر. قرر السلطان سليم الثالث شن حرب ضد فرنسا، وأرسل جيشين إلى مصر. انطلق أول جيش، تحت قيادة أحمد باشا الجزار، مع 12000 جندي. وتم تعزيزه بقوات من دمشق، حلب، العراق (10000 رجل)، والقدس (8000 رجل). بدأ الجيش الثاني، تحت قيادة مصطفى باشا، في رودس مع حوالي ثمانية آلاف جندي. كما عرف مصطفى باشا أنه سيحصل على حوالي 42000 جندي من ألبانيا والقسطنطينية والأناضول واليونان. خطط العثمانيون هجومين ضد القاهرة: من سوريا، عبر الصالحية- بلبيس-الخانكة، ومن رودس عن طريق الهبوط البحري في منطقة أبو قير أو ميناء مدينة دمياط.

### الرد الفرنسي
في يناير 1799، وخلال رحلة القناة، علم الفرنسيون بالتحركات العثمانية وأن الجزار قد استولى على حصن العريش الصحراوي على بعد عشرة أميال (16 كم) من الحدود السورية مع مصر، التي كان مسؤولاً عن حراستها. لتأكده بأن الحرب مع السلطان العثماني كانت وشيكة وأنه لن يتمكن من الدفاع ضد الجيش العثماني، قرر بونابرت أن أفضل دفاع له سيكون مهاجمته أولاً في سوريا، حيث سيعطيه النصر المزيد من الوقت للتحضير ضد قوات العثمانيين في رودس.
قام بإعداد حوالي 13000 جندي وتم تنظيمهم في فرق تحت قيادة الجنرالات: رينيه (مع 2160 رجل)، كليبر (مع 2336)، بون (2449)، لانيس (2,938)، فرقة فرسان بقيادة الجنرال يواكيم مورات (900)، لواء من المشاة والفرسان تحت قيادة اللواء بيسيير (400)، فرقة إبل (89)، وفرقة مدفعية تحت قيادة دومارتن (1,387)، والمهندسين والباحثين تحت قيادة كافاريللي (3,404). كان لكل فرقة من فرق المشاة والفرسان 6 مدافع. أخذ نابليون 16 مدفع حصار حيث كانوا موضوعين على السفن في دمياط تحت قيادة القبطان ستاندليت. كما أمر بوريه بالذهاب إلى يافا مع قطع من مدفعية الحصار. كان مجموع المدفعية المرسلة في الحملة 80 مدفع.
وصل ريجنير والطليعة بسرعة إلى العريش، واستولوا عليها، ودمروا جزءا من الحامية وأجبروا الباقين على اللجوء إلى القلعة. تسببوا في هروب مماليك إبراهيم والاستيلاء على معسكرهم. غادرت القوات الفرنسية مصر في 5 فبراير 1799، وبعد سبعة أيام من مغادرة القاهرة، وصل بونابرت أيضا إلى العريش وقصف أحد أبراج القلعة. استسلمت الحامية بعد يومين.

### يافا

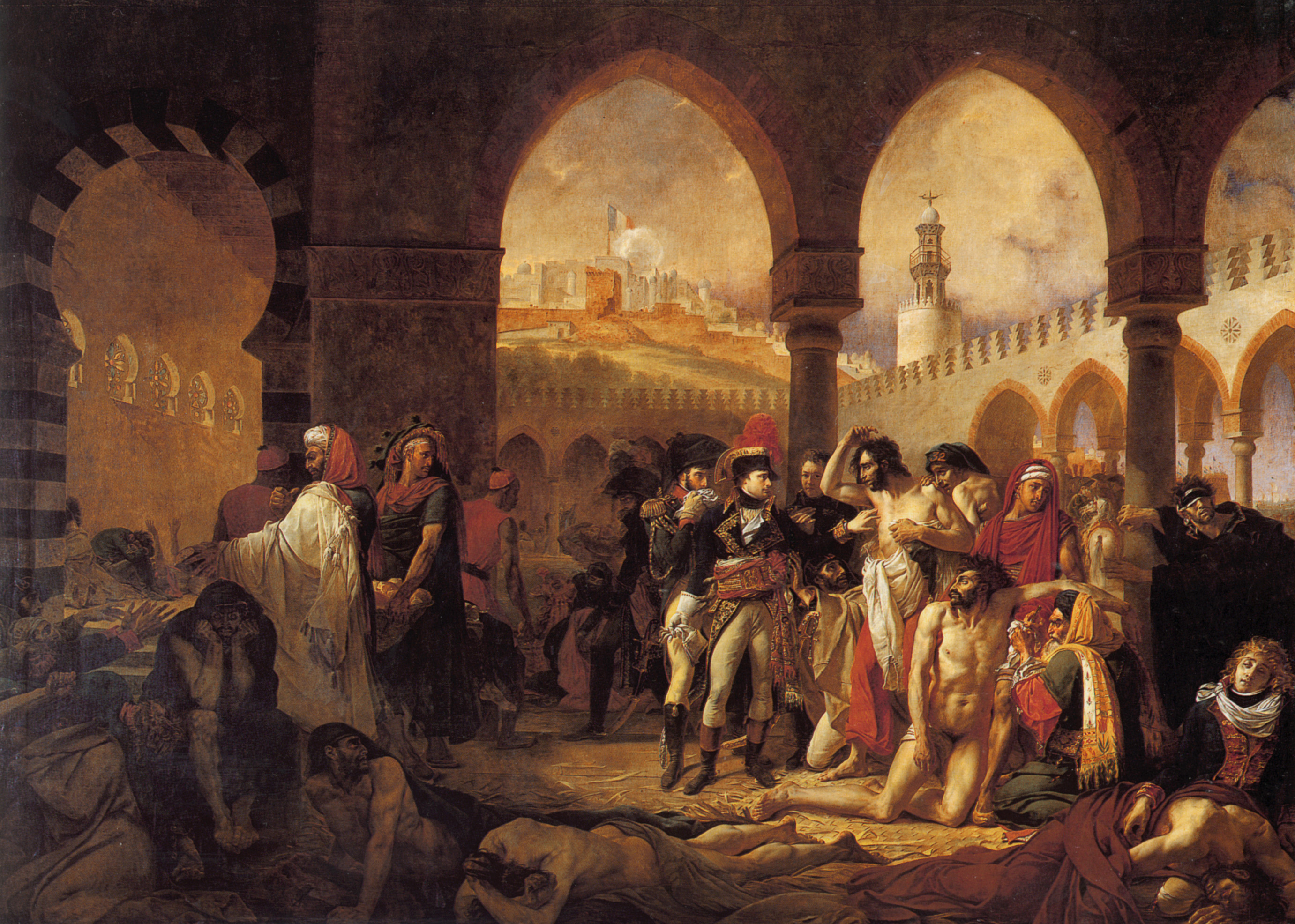
تفشي الطاعون بين جنود نابليون

بعد السير لمسافة 60 ميل (97 كم) عبر الصحراء وصل الجيش إلى غزة، حيث استراح لمدة يومين، ثم انتقل إلى يافا. كانت المدينة محاطة بجدران عالية تحيط بها الأبراج. كان الجزّار قد كلف نخبة القوات بمهمة الدفاع عنها، مع المدفعية التي أدارها 1200 جندي عثماني. كانت المدينة واحدة من الطرق المؤدية إلى سوريا، حيث يمكن أن يستخدم الأسطول الفرنسي ميناءها، وكان جزء كبير من نجاح البعثة يعتمد على إسقاطها. وهذا يعني أن بونابرت اضطر إلى الاستيلاء على المدينة قبل المضي قدمًا، ولذلك قام بحصار المدينة في الفترة من 3 إلى 7 مارس.
أرسل بونابرت رسولا تركيا إلى قائد المدينة للمطالبة باستسلامه، وكان الرد هو قطع رأسه، وأمر قائد المدينة بشن هجوم. تم صد الهجوم، وفي مساء نفس اليوم، تسببت مدافع المحاربين في انهيار أحد الأبراج. على الرغم من المقاومة الشديدة لحامية المدينة، إلا أنها سقطت. تلى سقوط المدينة يومان وليلتان من المجازر بأمر من نابليون، حيث تم إطلاق النار على أفراد الحامية الذين تراوح عددهم بين 2440 و4100 (وتصل بعض المصادر إلى عدد 7 آلاف)، وكان أغلبهم من الألبان. دافع بعض الكتاب عن هذا الفعل الانتقامي، حيث كتبوا أن نابليون لم يكن ليستطع تحمل الإبقاء على مثل هذا العدد الكبير من السجناء وحراستهم ولا السماح لهم بالهروب تخوفا من انضمامهم إلى صفوف الجزار.
قبل أن يغادر يافا، أنشأ بونابرت ديوانًا للمدينة بالإضافة إلى مستشفى كبيرة في موقع دير الكرملي في جبل الكرمل، لمعالجة جنوده الذين أصيبوا بالوباء، والذي كانت أعراضه قد شوهدت بينهم منذ بداية الحصار. تسبب تقرير من الجنرالات بون ورامبون عن انتشار الطاعون في إثارة قلق بونابرت. لتهدئة جيشه، يقال إنه دخل غرف المصابين، وتحدث مع المرضى، ولمسهم قائلاً: «انظر، هذا لا شيء»، ثم غادر المستشفى وأخبر أولئك الذين ظنوا أن أفعاله غير حكيمة «لقد كان ذلك واجبا، أنا القائد العام». ومع ذلك، يقول بعض المؤرخين في وقت لاحق أن نابليون تجنب لمس أو حتى مواجهة مرضى الطاعون لتجنب العدوى، وأن زياراته للمرضى هي من اختراع الدعاية النابليونية في وقت لاحق. من أمثلة الدعايا النابليونية بهذا الخصوص، بعد فترة من الحملة، كانت اللوحة الدعائية «نابليون بونابرت يزور ضحايا الطاعون في يافا في عام 1804» التي رسمها أنطوان جان جروس. وأظهرت اللوحة نابليون وهو يلمس جسد رجل مريض، حيث تم تصويره كأحد «المعالجين الملكيين». لم يكن هذا من قبيل الصدفة، حيث كان عام 1804 هو العام الذي توج فيه نابليون بونابرت نفسه إمبراطورًا.

### معركة جبل طابور
من يافا، انطلق الجيش الفرنسي إلى مدينة عكا الساحلية. في الطريق استولى الجيش على حيفا وكذلك الذخائر والمؤن المخزنة هناك، بالإضافة إلى قلعة يافة الناصرة، وقلعة الناصرة وحتى بلدة صور. بدأ حصار عكا في 18 مارس/آذار، لكن الفرنسيين لم يتمكنوا من الاستيلاء عليها، وقد توقفت بذلك الحملة في سوريا بشكل مفاجئ. تمت حماية المدينة من قبل نخبة المشاة العثمانيين التي تم إنشاؤها حديثا تحت قيادة الجزار باشا، وكانت المدينة على الساحل مباشرة، مما مكنها من تلقي التعزيزات وإعادة التزويد بالمؤن عن طريق الأساطيل البريطانية والعثمانية.
بعد مرور ستين يومًا من الهجمات المتكررة غير الحاسمة، بقيت المدينة صامدة. بالإضافة إلى ذلك، كانت المدينة لا تزال في انتظار تعزيزات بحرية وكذلك جيش كبير يتكون في آسيا بناء على أوامر السلطان للسير ضد الفرنسيين. لمعرفة تحركات الفرنسيين، أمر الجزّار بهجمة مفاجئة ضد معسكر بونابرت. كانت هذه الهجمة مدعومة بمدفعية وقصف بحري من البريطانيين. استطاع بونابرت دفع قوات الجزار إلى الخلف إلى أسوار المدينة، ثم ذهب لمساعدة كليبر، الذي كان معه نحو 4000 فرنسي. ابتكر بونابرت خدعة استغلت كل المزايا التي قدمها له موقع القوات المدافعة، فأرسل مورات وفرسانه عبر نهر الأردن للدفاع عن معبر النهر وأرسل فيال ورامبون لنابلس، في حين وضع بونابرت نفسه وقواته بين العثمانيين والمخازن الحربية. كانت هذه المناورات ناجحة، وعرفت الأحداث باسم معركة جبل طابور. مأخوذا على حين غرة في العديد من المناطق دفعة واحدة، أجبر الجيش العثماني على التراجع، تاركاً جماله وخيوله ومؤنه، وخسر 5000 ضحية في ساحة المعركة.

### حصار عكا
وبالعودة إلى حصار عكا، علم بونابرت أن الأدميرال بيريه قد وضع سبع قطع مدفعية في يافا. ثم أمر بونابرت بهجمتين، كلاهما تم صده بقوة. شوهد أسطول يرفع العلم العثماني وأدرك بونابرت أنه يجب عليه الاستيلاء على المدينة قبل وصول هذا الأسطول بالتعزيزات. أمر بونابرت بهجوم عام خامس، مما دفع العثمانيين إلى المدينة مرة أخرى وأجبر النيران العثمانية على التراجع. وهكذا تم الاستيلاء على عكا تقريبا أو كانت على وشك الاستسلام.
كان أحد هؤلاء الذين كانوا يقاتلون في الجانب العثماني هو اللاجئ الفرنسي والمهندس فيليبو، أحد زملاء بونابرت في المدرسة العسكرية. أمر فيليبو بوضع مدافع في المواقع الأكثر فائدة وتم حفر خنادق جديدة. في نفس الوقت هبط سيدني سميث -قائد الأسطول البريطاني- وطاقم سفنه. جددت هذه العوامل شجاعة المحاصرين ودفعت قوة بونابرت إلى الوراء. كذلك صدت ثلاث هجمات فرنسية متتالية، مما أدى إلى إقناع بونابرت بأنه من غير الحكمة الاستمرار في محاولة الاستيلاء على عكا، وأمر قواته بالعودة إلى مصر.

### الانسحاب من عكا
أصبح وضع القوة الفرنسية الآن حرجًا - فالعدو يمكن أن يضايقهم وهم يتقهقرون، وكانوا متعبين وجائعين في الصحراء، وكانوا يحملون عددًا كبيرًا من المصابين بالوباء. كان نقل هؤلاء الذين يعانون في وسط الجيش من شأنه أن ينشر المرض، لذا كان يجب حملهم في الخلف، حيث كانوا أكثر عرضة للخطر من جانب العثمانيين، الذين كانوا حريصين على الثأر من المجازر في يافا. كان هناك موقعان للعلاج، أحدهما في المستشفى الكبير في جبل الكرمل والآخر في يافا. بناء على أوامر بونابرت، تم إجلاء جميع الأشخاص الموجودين في جبل الكرمل إلى يافا والطنطورة. تم التخلي عن الخيول قبل عكا، وقام بونابرت وجميع ضباطه بتسليم خيولهم إلى ضابط النقل، وسار بونابرت ليكون قدوة لجنوده.
لإبقاء الانسحاب من الحصار سرا، انطلق الجيش في الليل. وعند وصوله إلى يافا، أمر بونابرت بثلاث إجلاءات لمرضى الطاعون إلى ثلاث نقاط مختلفة - واحدة عن طريق البحر إلى دمياط، وأخرى براً إلى غزة وأخرى براً إلى العريش. وأثناء الانسحاب، اختار الجيش تطهير جميع الأراضي التي مر بها، مع القضاء على كل من الماشية والمحاصيل والمنازل. كانت غزة هي المكان الوحيد الذي تم الحفاظ عليه، مقابل بقاءها موالية لبونابرت. ولتسريع الانسحاب، اتخذ بونابرت أيضا خطوة مثيرة للجدل تتمثل في قتل السجناء والرجال الذين أصابهم الطاعون على طول الطريق. يجادل أنصاره أن هذا كان ضروريًا بسبب استمرار المضايقة من قبل القوات العثمانية.

### العودة إلى مصر
وأخيرا ، بعد أربعة أشهر خارج مصر، وصلت البعثة إلى القاهرة مع 1800 جريح، وخسرت 600 رجل بسبب الطاعون و1،200 أثناء القتال. في غضون ذلك، أرسل المبعوثون العثمانيون والبريطانيون أخباراً عن نكسة بونابرت في عكا إلى مصر، مشيرين إلى أن قوته الاستكشافية دمرت بشكل كبير وأن بونابرت نفسه قد مات. عند عودته، سخر بونابرت من هذه الشائعات عن طريق العودة إلى مصر كما لو كان على رأس جيش منتصر، حيث كان جنوده يحملون أشجار النخيل وشارات النصر. في خطابه لسكان القاهرة، قال بونابرت:
لقد عاد إلى القاهرة، رئيس الجيش الفرنسي، الجنرال بونابرت، الذي يحب دين محمد. عاد سليما وبخير، شاكرا الله على النعم التي أعطاه إياها. دخل القاهرة من بوابة النصر. هذا اليوم هو يوم عظيم. لقد خرج جميع سكان القاهرة لمقابلته. لقد رأوا وأدركوا أنه هو نفس القائد العام، بونابرت، بنفسه. لكن أولئك الذين في يافا، بعد أن رفضوا الاستسلام، فقد سلمهم جميعاً الموت في غضبه. لقد دمر كل أسوارهم وقتل جميع الذين كانوا هناك. كان هناك حوالي 5000 من جنود الجزار في يافا - لقد دمرهم جميعًا.

## أوضاع مصر الداخلية أثناء غياب نابليون في الشام
أثناء انشغال نابليون بونابرت بحملته العسكرية على الشام مطلع عام 1799، اندلعت في شمال مصر عدة ثورات محلية ضد الاحتلال الفرنسي، خاصة في مديريات الدلتا. تزعّم هذه الانتفاضات عدد من الزعماء المحليين والدينيين، كان أبرزهم أمير الحج مصطفى بك في ميت غمر، و المهدي في دمنهور. وقد مثلت هذه الحركات رفضًا شعبيًا واسعًا للوجود الفرنسي، واستفادت من غياب القيادة العسكرية العليا عن مصر، ما جعل السيطرة الفرنسية على الأقاليم أكثر هشاشة في تلك الفترة.

### ثورة أمير الحج
في يوم 25 مارس عام 1799، وأثناء انشغال نابليون بحملته العسكرية على الشام، اندلعت ثورة في ميت غمر التابعة لمديرية الدقهلية، بقيادة أمير الحج مصطفى بك، وهو مملوكي كان يشغل منصب كتخدا الوالي في مصر، وقد عيّنه نابليون نفسه لاحقًا لإمارة الحج. استغل مصطفى بك غياب السلطة الفرنسية المركزية، وتحالف مع عدد من المماليك والأنصار المحليين والبدو، ورفع راية الجهاد ضد الاحتلال الفرنسي، مستندًا إلى الروح الدينية والغضب الشعبي. 
بدأت الثورة بهجوم مباغت على سفن فرنسية ناحية ميت غمر كانت تمر عبر فرع دمياط بنهر النيل من القاهرة في طريقها لدعم قوات نابليون في الشام، حيث تمكّن الثوار من الاستيلاء على المؤن والأسلحة، وقتل من كان على متن السفن. ردًّا على ذلك، أرسل دوجا، نائب نابليون في القاهرة، قوة عسكرية بقيادة الجنرال لانوس قُمودان المنوفية، والتي تمكنت في من اقتحام ميت غمر وقمع التمرد بعنف. أُسر عدد من الثوار، بينما فرّ مصطفى بك إلى بلاد الشام، وقد قرر أحمد باشا الجزار إعدامه بتهمه التواطؤ مع الفرنسيين.

### ثورة المهدي
عقب قمع ثورة ميت غمر، اندلعت ثورة جديدة في إقليم البحيرة قادها رجل ادعى المهدية، فدعا الأهالي والقبائل العربية مثل لقتال الفرنسيين. اجتمعت حوله جموع كبيرة وسار بها نحو دمنهور، فهاجم حاميتها الفرنسية وقتل جنودها.
أثار الحدث قلق القيادة الفرنسية في القاهرة، فأمر الجنرال دوجا الجنرال لانوس بالتوجه إلى البحيرة، كما حرك حاكم الغربية قوة نحو الرحمانية. في 9 مايو 1799، التحقت القوات ببعضها وتحركت بقيادة لانوس نحو دمنهور، فدخلوها في 10 مايو، ودار قتال عنيف استمر خمسة أيام انتهى بانسحاب الفرنسيين. لكنهم سرعان ما أعادوا تنظيم صفوفهم، فهاجموا دمنهور مجددًا، ودمروا المدينة وقتلوا عددًا كبيرًا من سكانها انتقامًا من الثورة.

### معركة أبي قير البرية

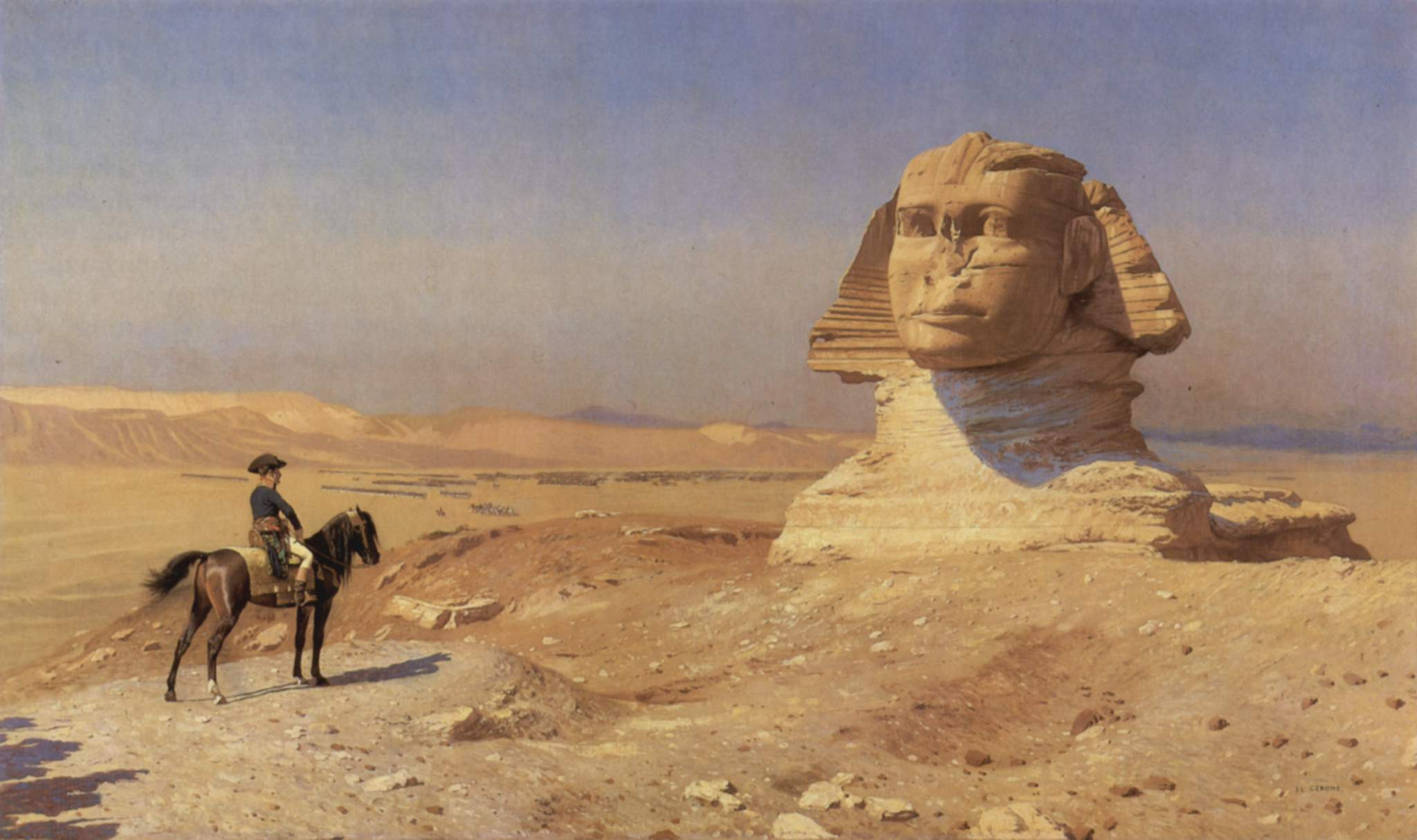
رسم لنابليون أمام أبو الهول بريشة جان ليون جيروم، القرن التاسع عشر.

### انتهاء الحملة

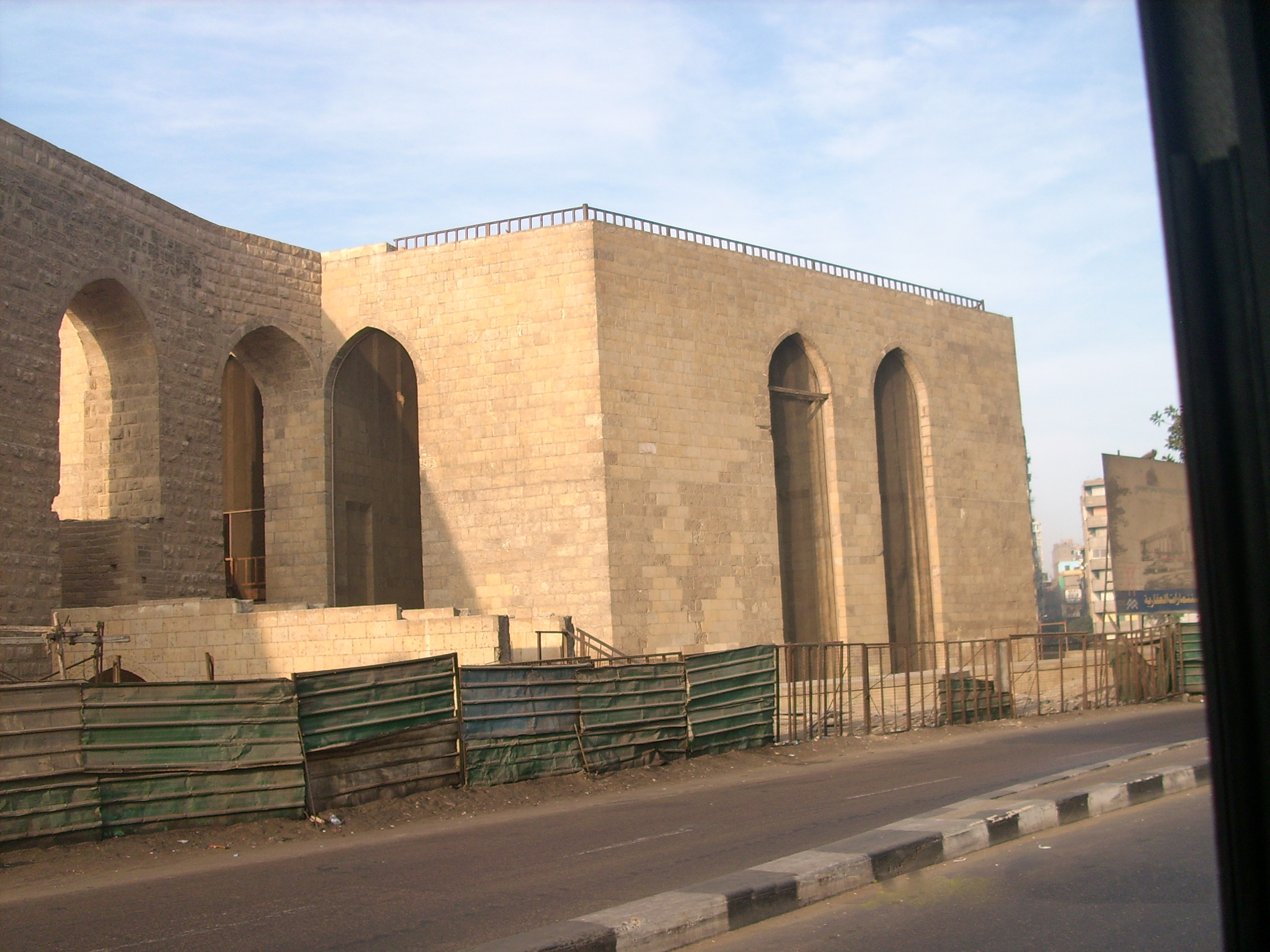
مقبرة الجنود الفرنسيين في حملة بونابرت بجوار فم الخليج - القاهرة

## نتائج الحملة الفرنسية

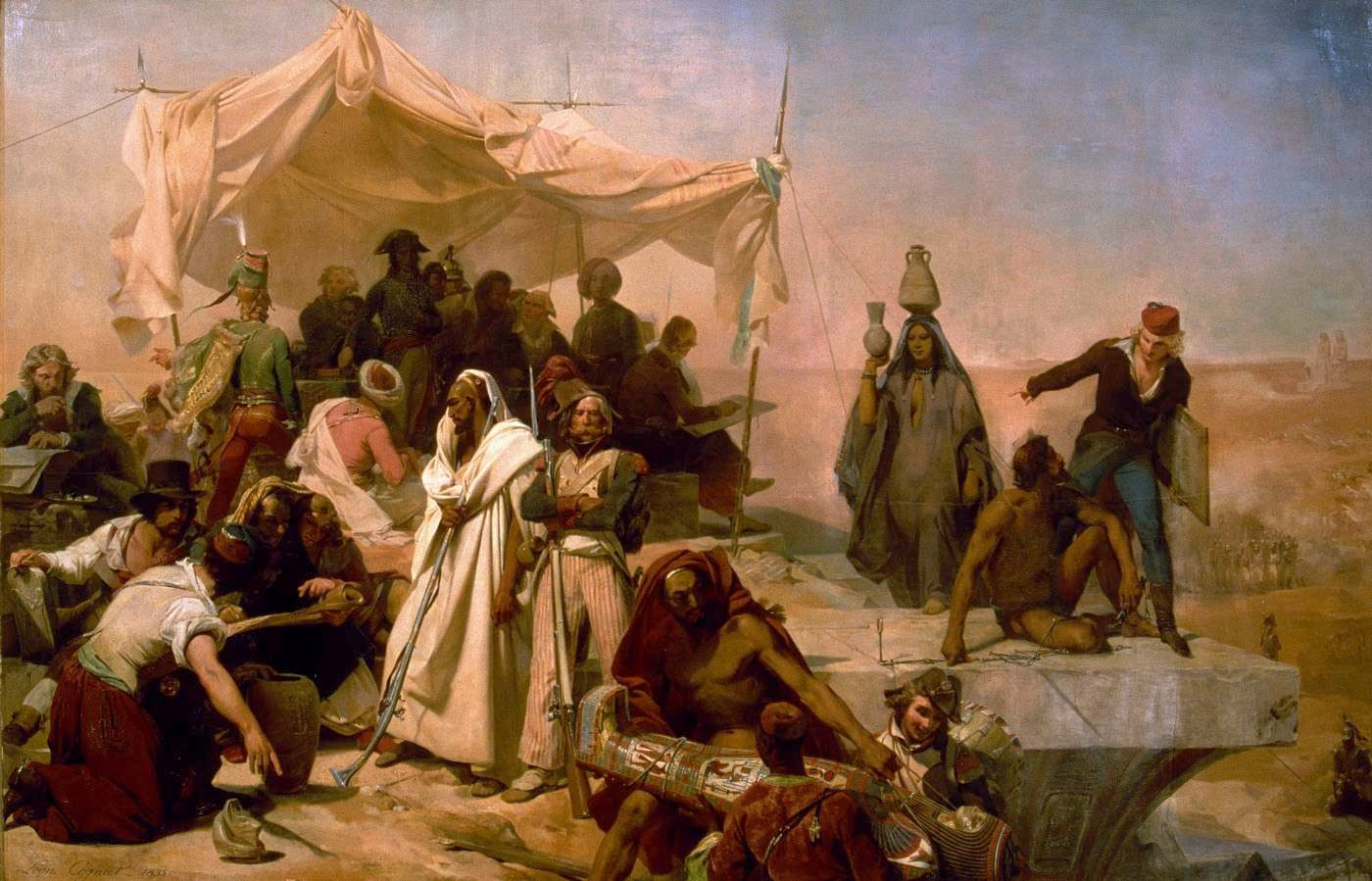
حملة نابليون بونابرت على مصر، لوحة زيتية لليو كوجنيه Léon Cogniet, في بداية القرن التاسع عشر.

### النتائج الاجتماعية
1. تعرف المصريون على الحضارة الغربية بمزاياها ومساوئها
2. عرف المصريون بعض الإنظمة الإدارية عن الفرنسيين ومن بينها سجلات المواليد والوفيات وكذلك نظام المحاكمات الفرنسي، وبرز ذلك في قضية سليمان الحلبي.
3. اكتشاف الهوة بين الواقع في مصر خصوصا والعالم العربي عموما والتقدم العلمي والتقنية الغربي، مما جعل العرب يبحثون عن وسائل لنقل التقنية وتعريب العلوم.

### النتائج العلمية
1- كتاب وصف مصر:
رافقت الحملة الفرنسية مجموعة من العلماء[ ؟ ] في شتى مجال العلم في وقتها أكثر من 150 عالما وأكثر من 2000 متخصص من خيرة الفنانين والرسامين والتقنيين الذي رافقوا القائد الفرنسي نابليون بونابرت في مصر خلال أعوام 1798/ 1801. من كيميائيين وأطباء وفلكيين إلى آخرة، وكانت نتيجة لمجهودهم هو كتاب وصف مصر وهو عبارة عن المجموعة الموثقة تضم 11 مجلداً من الصور واللوحات مملوكة لمكتبة الإسكندرية و9 مجلدات من النصوص من بينها مجلد خاص بالأطالس والخرائط اسهم بها المجمع العلمي المصري
وقام هؤلاء العلماء بعمل مجهد غطى جميع أرض مصر من شمالها إلى جنوبها خلال سنوات تواجدهم وقاموا برصد وتسجيل كل أمور الحياة في مصر آنذاك وكل مايتعلق بالحضارة المصرية القديمة ليخرجوا إلى العالم 20 جزءا لكتاب وصف مصر وتميز الكتاب بصور ولوحات شديدة الدقة والتفاصيل. ويعتبر هذا الكتاب ألان أكبر وأشمل موسوعة للأراضي والآثار المصرية كونها أكبر مخطوطة يدوية مكتوبة ومرسومة برسوم توضيحية قتميزت بالدراسة العميقة الدارسين والأكاديميين الذين رافقوا نابليون فيما نشر الكتاب بين عامي 1809/1829. كما تشتمل هذه المجموعة على صور ولوحات لأوجه نشاط المصري القديم للآثار المصرية وأيام الحملة نفسها التاريخ الطبيعي المصري بالإضافة إلى توثيق كل مظاهر الحياة والكنوز التاريخية والفنية والدينية المصرية وتسجيل جميع جوانب الحياة النباتية والحيوانية والثروة المعدنية آنذاك.
وقد أصدرت مكتبة الإسكندرية (نسخة رقمية) من هذا الكتاب (وصف مصر) على أقراص مضغوطة.
2- فكرة حفر قناة السويس:
حيث اقترح علماء الحملة توصيل البحرين الأحمر والمتوسط فيما يعرف الآن باسم «قناة السويس», ولكن الفكرة لم تنفذ وذلك بسبب اعتقاد خاطئ بان البحر الأحمر أعلي في المستوي من البحر المتوسط.
3- فك رموز حجر رشيد:
حيث استطاع شامبليون فك رموز حجر رشيد واكتشاف أسرار اللغة المصرية القديمة، وقد ساعد فك رموز اللغات المصرية القديمة (الهيروغليفية – الهيراطيقية - الديموطيقية) من معرفة اسرار الحضارة الفرعونية.
4- اكتشاف الحضارة المصرية القديمة وقيام العلماء الفرنسيين بتأليف كتاب وصف مصر الذي يصف مصر منذ قيام الحضارة الفرعونية إلى خروج الحملة من مصر.
5- خريطة القطر المصري :
حيث قامت الحملة برسم أول خريطة دقيقة للقطر المصري.

### النتائج السياسية
1. لفتت الحملة الفرنسية على مصر أنظار العالم الغربي لمصر وموقعها الإستراتيجي وخاصة إنجلترا، مما كان لهذه النتيجة محاولة غزو مصر في حملة فريزر 19 سبتمبر 1807م الفاشلة على رشيد بعد أن تصدى لها المصريون، بعد ذلك بسنوات قلائل.
2. إثارة الوعي القومي لدى المصريين ولفت انتباههم إلى وحدة أهداف المحتل على اختلاف مشاربهم ألا وهو امتصاص خير البلاد.

## الأهمية العلمية لحملة نابليون على مصر

### الغزو

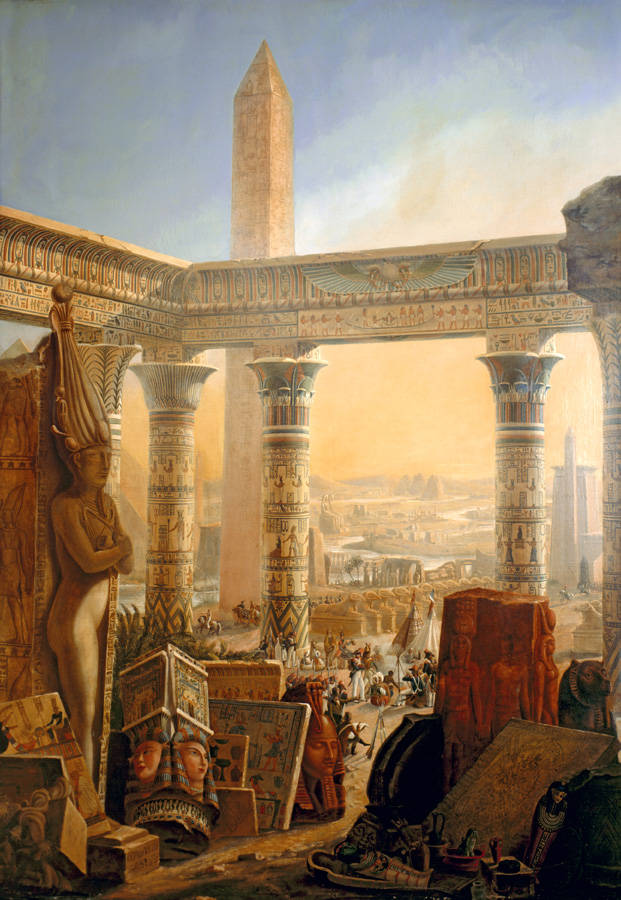

حمل غزو نابليون لمصر علماء ومهندسين فرنسيين إلى النيل، وبدوره حمل عمل هؤلاء روائع النيل إلى أوروبا. في الأول من الشهر 7 / 1798، ظهر قبالة شاطئ الإسكندرية من بعيد، أسطول مكون من 400 سفينة، نزل منها على الشاطئ مع غروب شمس ذلك اليوم، وبوساطة الزوارق الطويلة، جيش مكون من 36000 جندي تحت إمرة نابليون بونابرت. ولما لم يلقَ هذا أي مقاومة، سارع إلى تسيير جنوده، الذين كانوا يتصببون عرقا داخل ملابسهم العسكرية المصنوعة من الصوف،
في أتون الصحراء، لكي يلحقوا الهزيمة بحكام مصر من المماليك في معركة الأهرام في 21 من الشهر نفسه. وبعد عشرة أيام، دمر الأميرال هوراشيو نلسون الأسطول الفرنسي، تاركا قوة الحملة معزولة في الأرض التي ستدير شؤونها وتستكشفها طوال السنوات الثلاث التالية.

### هزيمة عسكرية.. وعلماء
وبعد عام ترك نابليون جنوده وتسلل عبر الحصار البريطاني عائدا إلى فرنسا، حيث تسلم زمام السلطة في انقلاب 9 / 10 / 1799. وكان بين القليل من مرؤوسيه الذين عاد بهم معه G. مونج وL-.C. برتوليه، أي العضوان البارزان في أول بعثة علمية ترافق حملة عسكرية. أما زملاؤهما من لجنة العلوم والفنون الذين تركاهم وراءهما مع الجيش فكانوا مجموعة من 151 عالما ومهندسا وعاملا في مجال الطب، مع عدد قليل من الباحثين scholars. وقد اختيرت النخبة من هؤلاء لتكوين المجمع العلمي المصري الذي تأسس بمبادرة من بونابرت لكي يكون نسخة استعمارية معدلة من المجمع العلمي الفرنسي.
وكان يقوم فيه بأعباء أمانة السر الدائمة خلال فترة الاحتلال B-.J. فورييه الذي لم يكن قد ابتكر بعد ذلك التحليل الذي يحمل اسمه.
ويظل أشهر اكتشاف حققته هذه البعثة هو حجر رشيد، الموجود حاليا في المتحف البريطاني. وقد تنازل عنه الفرنسيون، بعد ممانعة شديدة، للقوات البريطانية التي طردتهم بعدها من مصر في أواخر عام 1801. ولكن لجنة الخبراء التقنيين أنجزت أيضا في أرض الفراعنة أشياء كثيرة أخرى ذات أهمية علمية، وقد جمعتْها كلها في سِفْر خالد ضخم سَجَّل أعمالهم في المسح الآثاري، وأبحاثهم في الظواهر الفيزيائية والكيميائية، وكذلك في التاريخ الطبيعي الخاص بالمنطقة، إضافة إلى تحقيقاتهم في الشؤون الاجتماعية لهذا البلد الغريب.

### وصف مصر

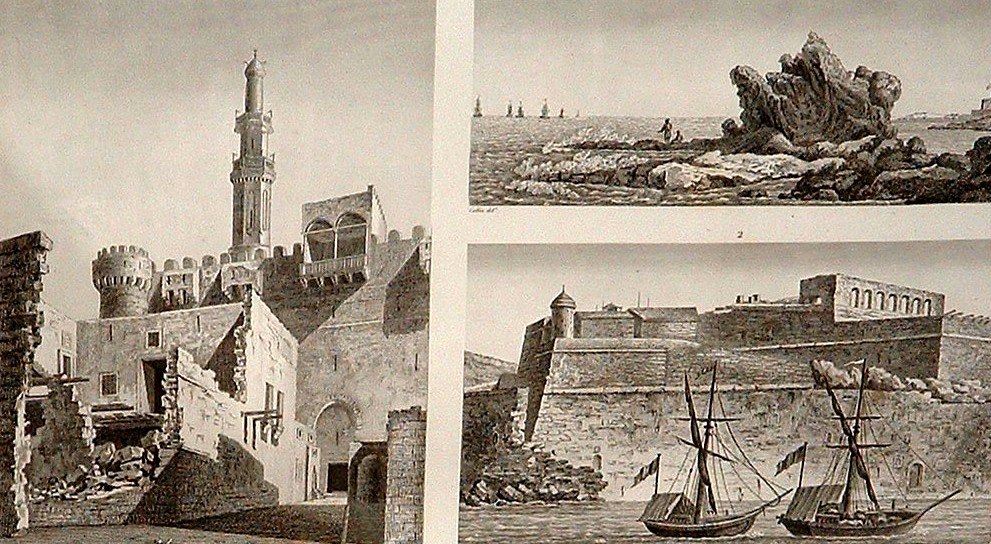
لوحة 87 "منظر لقلعة قايتباي وصخرة الماس"، نشرت في عدد بانكوك 1821-9

هذا السِّفر الذي طبع بين عامي 1809 و1828 تحت اسم وصف مصر، تطلب لتغليفه تصميم قطعة أثاث خاصة به من خشب الماهوگني mahogany. وتتضمن عشرة من أجزائه، وهي من القطع الكبير، لوحات مصورة قياس كل منها (20 × 26 بوصة). وهناك أطلسان قياس كل منهما (26 × 40 بوصة) يشتملان على 837 لوحة حفر على النحاس (منها 50 ملونة،
والعديد منها يحتوي على الكثير من الرسوم التوضيحية). وهناك أطلس ثالث يتكون من خارطة طبوغرافية لمصر وللأرض المقدسة، مصورة على 47 مزدوجة ورقية (ملزمة ورق). وهناك إلى جانب هذه الأجزاء، تسعة أخرى للنصوص تصغر بجانبها أي موسوعة حديثة. وهي تتضمن على وجه التقريب 7000 صفحة للمذكرات والوصف والتعليق. وقد قُسم السِّفر كله إلى ثلاثة أقسام هي: مصر القديمة، ومصر الحديثة، والتاريخ الطبيعي.
تكوّن اللوحات الآثارية للقسم الأول أكثر من نصف مجموع ثروة الكتاب من الرسوم التوضيحية، وإليها يرجع الفضل في تكوين الرؤية الحديثة الأولى لعصور مصر القديمة، إذ إن الأوروبيين قدروا حجم وادي النيل من تأملهم للشمول والتفصيل في هذه النقوش المهولة الرائعة، في حين كانت أول معرفة للغرب بأرض الفراعنة تقوم بالدرجة الأولى على ما يروى من أقاويل عن حجم الأهرام واتجاهها ولغز أبي الهول. ولم يكونوا يعرفون عن مصر العليا أي شيء أكثر من حكاية غريبة لسائح عن ذراع جبارة، تذكرنا بذراع أوزيماندياس في قصيدة شيلّي (1)، كانت تندفع خارجة من الرمال.
ولكن رواية الفنان V. دينون الذي رافق الجنود في حملتهم على أعالي النيل، تحمل إلينا تأثير الدوران حول أحد منعطفات النهر والوصول منه إلى معابد الكرنك، والأقصر بين أطلال طيبة: «وقف الجيش بأسره فجأة ومن تلقاء نفسه، في حالة ذهول.. وأخذوا يصفقون ببهجة وسرور.»

### رسم مصر
لقد دون المساهمون في وصف مصر على الورق جميع الأوابد، بدءا من جزيرة فيلة في الجنوب. كانوا يرسمون ويقيسون وينقبون على طول الطريق، سائرين مع مجرى النهر، يقتربون مرة من ضفته اليمنى ومرة من اليسرى، فمروا من كوم أمبو وإدفو الواقعتين على ضفتي النهر اليمنى واليسرى على التوالي، وإسنا القديمة التي تنحرف انحرافا طفيفا إلى الغرب من النهر. ثم توقف جمعهم طويلا عند مجموعة الأوابد الكثيرة في طيبة، مأخوذين بمدينة هابو ومعبد رمسيس الثالث Ramasseum الجنزي، وتمثاليْ مِمْنون الضخمين الذين تقع خلفهما أضرحة وادي الملوك، وتلوح في مواجهتهما عبر النيل أعمدة الأقصر والكرنك الهائلة. وفي سيرهم مع مجرى النهر أطلوا فجأة على أروع الأعمال المعمارية والفنية في دندره.
وبعد أن سجل الفريق صور هذه التحف الرائعة، استأنف سيره نحو الشمال إلى مِمْفيس وأهرامات الجيزة.
كان كل موقع من هذه المواقع يُرسم على ثماني أو عشر لوحات متتابعة، تبدأ بطبوغرافية المكان، تليها صورة شاملة للبناء بالوضع الذي كان فيه حينذاك، مترعا بالرمال، وحوله الأعمدة المحطمة والمطروحة على الأرض، والأسوار المتداعية، مما كان يزيد ـ إلى حد ما ـ من روعة المهابة التي تجلله. ثم تأتي بعد ذلك الرسوم المعمارية التي تتضمن مخططات أساسية وقطوعا وتلالا. ويليها مزدوجات ورقية تصف التفاصيل المعمارية والنقوش الخفيفة البروز والمنحوتات الأخرى، إضافة إلى السطوح المغطاة بالكتابة المنقوشة. وبعد أن ينتهي المصممون أخيرا من عرض ما رأوه بكل دقة، يطلقون لأنفسهم العنان ليعيدوا على اللوحة الأخيرة ـ وبعين الخيال ـ صورة البناء بأكمله كما كان في الماضي.

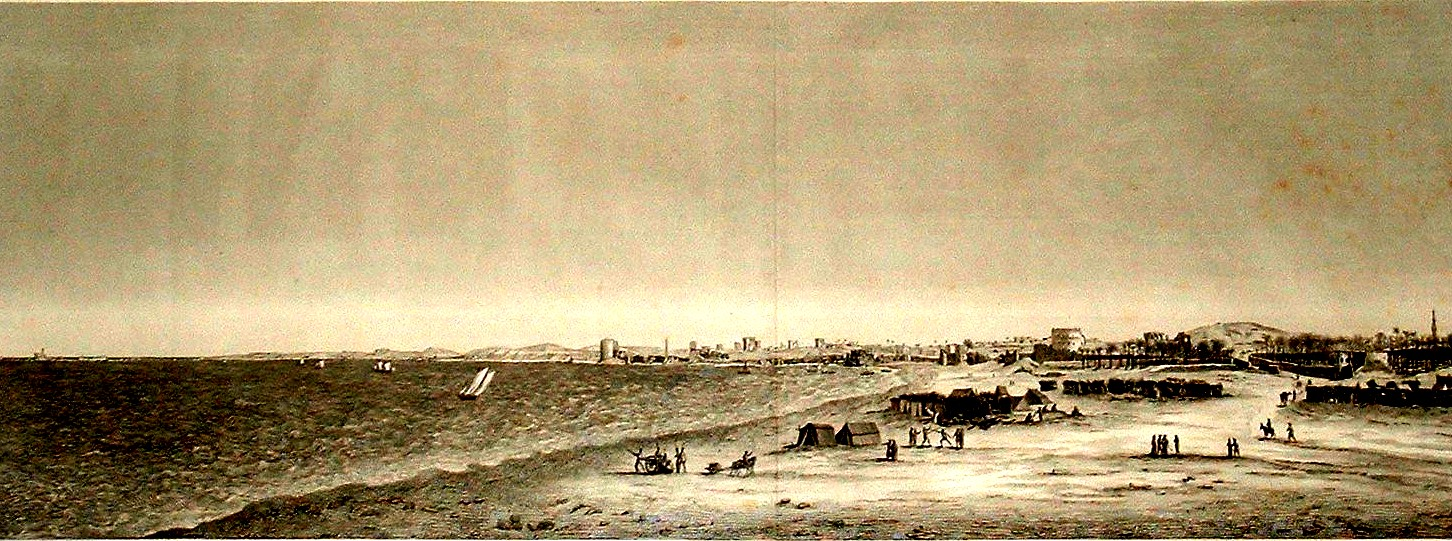

### بوابة الكرنك
رسم أعضاء لجنة نابليون للعلوم والفنون البوابة الجنوبية للكرنك كما تخيلوا شكلها الأصلي. وربما استخدم هذا المشهد ليكون إطارا «للمارش» العظيم في أوبرا عايدة لفيردي: في حين يتفرج الجمهور، يمر أحد ملوك طيبة تحت قوس النصر، يتقدمه الخدم ومن ورائه أسراه.
لم تكن هذه الإبداعات من عمل فنانين أو آثاريين، بل من عمل مهندسين وعدد قليل من المعماريين، صغيري السن جدا، بعضهم تخرج حديثا وبعضهم الآخر ما زال طالبا في مدرسة البوليتكنيك التي تأسست عام 1794، وكان الرسم والمساحة فيها الموضوعيْن الرئيسيين. فكان المهندسون المدربون، المزودون بلوح للرسم وورق للتصوير وقلم ومسطرة وبوصلة، قادرين على رسم صورة مبدئية لأي بناء كان. وبعد قياس جميع الأبعاد، كان بإمكانهم إظهار الرسم في صورته النهائية،
وهكذا أصبح بالإمكان، عن طريق هذه الصور المكتملة، إحياء تجربة الوقوف أمام واجهة الكرنك بأكملها مثلا، أو التمعن المباشر في الأهرامات عبر الرمال، الأمر الذي لا يمكن أن نشعر به عند التفرس في أحدث مجموعة من الصور الفوتوغرافية وأكثرها إتقانا.

### مغامرة
بالطبع لم يكن هدف نابليون من رفد حملته بهؤلاء الشبان الحسني الإعداد هدفا فنيا، لأن مهمتهم الأساسية كانت بناء أو ترميم التحصينات والطرق والجسور والقنوات وكل الأشغال العامة. ولقد أدى هؤلاء الرجال، بالفعل، مهماتهم كما لو كانوا يؤدونها في فرنسا. ومع ذلك، كانت مصر هي المغامرة العظيمة في حياتهم. بل إن فريقا من هؤلاء العلماء نجح في عمل آثاري باهر، ألا وهو التنقيب عن طريق القناة التي كانت تربط البحر الأحمر بالبحر الأبيض المتوسط في العصور القديمة. (ولكن سوء حظهم ساقهم إلى تقدير أن الطريق من طرف البحر الأحمر أعلى منه من طرف البحر المتوسط بـ 33 قدما. وبدهيُّ القول إن هذا الاستنتاج خاطئ، لأن مستوى البحر هو مستوى البحر في كل مكان من العالم.)
لم يكن رجال البعثة يعرفون أي شيء عن إقليم مصر حين أقلعوا من فرنسا، بل لم يعرفوا أن وجهتهم هي مصر، فقد ظل هذا الخبر سرا محجوبا عن الجميع إلا عن القيادة العليا. ولم يكن مِنْ بين أعضاء لجنة العلوم والفنون مَنْ يفسر لهم مجموعة الرموز التي رأوها ودلالاتها إلا مؤرخو العصور القديمة وجغرافيوها، مثل هيرودوت واسترابون وديودوروس الصقلي.
أما الحقائق الأولية التي تقدمها الكتب المرشدة الحديثة بأبسط أشكالها للسياح، فلم تكن لديهم فكرة عنها. لذلك تصوروا أن الأبنية الصغيرة مزارات، والمتوسطة معابد، والأضخم منها قصور، وحسبوا أن تاجي مصر العليا والسفلى تسريحتان متقنتان للشَّعر.
معبد إيزيس كما يبدو من أطلال إسنا Esna عبر نهر النيل، وقد دمر عام 1828 أثناء حكم محمد علي الذي أدخل الحداثة إلى مصر. ويعدّ «وصف مصر» La Description de l’Egypte مرجعا مهما للآثار، لأنه يحوي العديد من اللوحات التي تحتفظ بسجل لأبنية ونقوش كتابية لم تعد موجودة.
وعلى الرغم من ذلك، ومن كل ما واجههم من مئات المنحوتات الخفيفة البروز وآلاف الكتابات الهيروغليفية، فقد قام هؤلاء المهندسون الشبان بنسخ ذلك كله بأمانة شديدة، حتى أنهم احتفظوا، في كثير من الحالات، بشواهد البناءات والكتابات المنقوشة التي اختفى أثرها منذ ذلك الحين، ومن ذلك مثلا معبد إيزيس عبر النيل من إسنا Esna الذي دمر عام 1828 أثناء حكم محمد علي. ويمكن القول إن علم المصريات بدأ مع وصف مصر ـ باستثناء أن المؤلفين لم يكن لديهم مرشد إلى معنى ما كانوا يسجلونه. لذا كانت هذه المناسبة ـ التي أتاحت الإعجاب بعملهم ـ فريدة في تاريخ العلم،
إذ عرضت لوحاتهم مادة موضوع علمي مع غياب العلم. وفي عام 1822، وليس قبله، نجح <جين ـ فرانكويس شامبليون> في مقابلة اسم بطليموس في الكتابات الثلاث المنقوشة على حجر رشيد، وهي الهييروغليفية والديموقراطية والإغريقية. ولم يستطع الباحثون ترجمة النصوص بأكملها قبل خمسينات القرن الماضي.
وفي مجال العلم بمعناه المألوف، أوجدت البيئة المصرية فرصا استثنائية، منها مثلا ظاهرة السراب التي فسرها مونج في أشهر تقرير أسهم به في أعمال المجمع العلمي.
فبعد أن قاسى الجيش إبان مسيرته المرهقة من الإسكندرية، من منظر قرى كانت تومض وكأنها جزر في مياه بحيرة تظل تتراجع أمامه باستمرار، تقدم مونج في 28 / 8 / 1798، أي بعد أربعة أسابيع من الاستيلاء على القاهرة، ببحث فسر فيه هذا الوهم، وقال: إنه نتيجة لانعكاس الأشعة الضوئية، الآتية من وراء الأفق، عن سطح طبقة الهواء التي ارتفعت حرارتها ارتفاعا شديدا عند مستوى الأرض بفعل الرمال المشبعة بأشعة الشمس. وعلى الرغم من أن البصريات الحديثة تعزو هذه الظاهرة إلى انكسار ثنائي dual refraction داخل الطبقة السطحية، فقد كان الأساس الفيزيائي لتفسير مونج صحيحا.
دائرة البروج التي وجدت في دندره. وقد وضعت في سقف ضريح قائم بعيدا عن إيوان أوزيريس في المعبد. وكان على المهندسيْن الذين قاما برسمها أن يعملا على ضوء الشموع وهما مستلقيان على ظهريهما في ظلام حجرة مغلقة. وفي عام 1821 نقلت هذه القطعة الثمينة إلى باريس، وهي معروضة الآن هناك في اللوڤر.
وكان لتقرير زميله، العالم الجليل برتوليه، نتائج أعظم تأثيرا في مسيرته العلمية وكذلك في العلم الذي تخصص فيه، إذ يمكن أن يُعَدّ بحثه ملاحظات حول النطرون (كربونات الصوديوم)، نقطة بدء للكيمياء الفيزيائية. فقد كانت هناك بحيرات مالحة جدا تقع في حوض نهر جاف على بعد 60 كم غربي القاهرة، وكانت تعرف حينذاك باسم «نطرون»، وهو اسم يوناني «للصودا». ويحيط بهذه البحيرات تكوينات من حجر جيري، عليها ترسبات من هذه المادة (النطرون) موجودة بصورة طبيعية.
وبين هذه الترسبات (الرُّقَع) انتشرت مساحات طينية في معظمها. وكانت التربة في هذه المساحات مفعمة بالملح وخالية من الصودا، فاستنتج برتوليه أن الجير (كربونات الكالسيوم) في التكوينات الجيرية، مع وجود الحرارة والرطوبة، قد فكك الملح (كلور الصوديوم)، وبعدها جفت قشرة النطرون (كربونات الصوديوم) الناتجة، وتصلبت على السطح مكونة الترسبات. أما الناتج المصاحب، أي كلور الكالسيوم، فقد امتص الماء نتيجة لقابليته الشديدة للتميع ثم غار عميقا داخل الأرض.
والسمة البارزة في اكتشاف برتوليه هي أن التفاعل المعروف في المخبر (المختبر) كان هو العكس تماما. فالكيميائيون المعنيون بالتآلف بين المواد كانوا يفترضون عادة أن الطبيعة الكيميائية للكاشف reagent هي التي تضبط اتجاه التفاعل، في حين كانت توجد هنا حالة تهيمن فيها بعض العوامل الفزيائية. وقد بدأ برتوليه البحث الذي يذكر فيه هذه الملاحظات، في مصر، ثم أتمّه في باريس. وهناك طوّر حجته فأصبحت نقطة جوهرية في عمله الرئيسي ـ مقالة عن علم التوازن الكيميائي ـ الذي نشر عام 1803، وفيه يعالج آثار الضغط والحرارة والضوء والتركيز النسبي للكواشف في تحديد مجرى التفاعلات.
وإلى جانب العالميْن الجليليْن، كان هناك أيضا علماء في الطبيعة شبان، ربما كان يتوقع من وجودهم في مصر القيام بعمل يختلف اختلافا بينا عما عرف في فرعهم المعرفي. كان عددهم اثني عشر، أي ثاني أكبر فريق في البعثة بعد المهندسين، وكانوا يبحثون عن النباتات والحيوانات غير المعروفة في أوروبا. وبالفعل برز منهم اثنان حقّقا لنفسيهما الشهرة. أحدهما، وهو G.E. سان إيلير، كان في المرحلة الباكرة من مسيرته العلمية، والثاني <L.C-.J. دو ساڤيني>، كان في البداية الأولى من هذه المسيرة، وقد أخذ على عاتقه دراسة الحيوانات اللافقارية والطيور وبعض الزواحف. أما جوفروي فقد غطى جميع الفقاريات الأخرى.

كان جوفروي وساڤيني عالمي طبيعة متماثلين في الاهتمامات وشخصيتين علميتين مختلفتين أشد الاختلاف، كما كانا على النقيض من G. كوفييه الذي لم يكن يكبرهما بكثير، ولكنه كان في ذلك الحين مهيمنا في باريس على متحف التاريخ الطبيعي. وكان كلاهما (جوفروي وساڤيني) عالمين في الحيوان، انتقلت أبحاثهما أبعد من التاكسونوميا taxonomy، أي عملية التصنيف، إلى المورفولوجية، أي دراسة الأشكال والبنى. فالتصنيفية كانت في القرن الثامن عشر الشغل الشاغل للتاريخ الطبيعي، أما المورفولوجية فقد صارت فرعا مهما في علم البيولوجيا الذي بزغ في القرن التاسع عشر. وقد حقق جوفروي هذا الانتقال متأثرا بالروح الرومانتيكية، أما ساڤيني فقد حققه توخيا للدقة الشديدة.
لوحات تاريخ طبيعي تصور نباتات وادي النيل وحيواناته وتكويناته المعدنية. وقد كان لدى E. جوفروا سَنْت ـ إلير الذي رسم هذه السمكة الرئوية (في الأعلى) مَيْل إلى الكائنات ذوات الشكل المبهر غير المعتاد. أما رسوم مهندس المناجم روزيير، لهذه العينة من البريشة breccia (الحجر المؤلفة من شظايا زاويّة متلاحمة) (في اليمين) فهي تصلح معيارا جديدا للرسوم التوضيحية الجيولوجية الدقيقة.
كان جوفروي ذا مزاج أريحيّ معطاء حتى الإسراف، فرسائله إلى زملائه، لاسيما كوفييه (الذي رفض الانضمام إلى البعثة)، تكاد تبلغ حد الإحراج في إظهار المودة ـ وزاد من إحراجها أن توسلاته التي ابتغى من ورائها التأكد من أنهم لم ينسوه، قد ظلت بلا جواب. وكان جوفروي كذلك محبا للجديد غير المألوف، إذ يزداد تشوقه لوصف الكائن الحي وتشريحه تبعا لدرجة الانبهار به. فمن بين الأنواع المثيرة التي شقها بمبضعه، نجد التمساح وسلحفاة النيل الكبيرة وسمكة البشير المتعددة الزعانف polyptere bichir (وهي سمكة رئوية لها 16 زعنفة ظهرية) والشفين الطوربيدي والسمك الرعّاد. وكان أسلوب جوفروي، من وجهة معينة، يذكرنا كثيرا بأسلوب L.L-.G. دو بوفون العظيم في القرن التاسع عشر، كما تتضمن تقاريره عن الحيوانات تصويرا مجملا لطبيعتها المميزة، أي لعاداتها وسلوكها، بل إنها لتكاد تصف أخلاقيتها. وكان تشريحه للحيوانات من ناحية أخرى يدل على مهارة فائقة، وتفصيل مضبوط، ورسومه وأوصافه واضحة. لقد كانت لديه خبرة بالصنعة الأدبية.
تجلى المنحى المورفولوجي، الذي كانت تسير فيه اهتمامات جوفروي، في ثلاث مذكرات حول تشريح السمك نشرت عام 1807. فعندما كان عاكفا على بحثه في علم الأسماك لـ «وصف مصر»، كتب يقول: إن إلهاما قد واتاه. فقد كان حتى ذلك الحين متفقا مع الرأي السائد بين علماء الطبيعة بأن التكوين العضوي الداخلي للسمك يختلف في نواح مهمة اختلافا مطلقا عن الفقاريات بوجه عام. أما بعد أن تفحص عن كثب النماذج المصرية ومجموعة كوفييه، فقد كتب يقول: إنه متأثر جدا لاكتشافه أن الأعضاء الحقيقية التي قاومت في السابق بكل عناد كل وجه للمقارنة، تُظهر بالفعل تماثلات عميقة مع أعضاء الفقاريات الأخرى.
إن التحول إلى المورفولوجية أدى بجوفروي إلى تأليف عمله الرئيسي الفلسفة التشريحية بين عامي 1818 و1822، وحجته أن هذه الاختلافات في تعضي جميع أصناف الفقاريات تمثل تنوعات مبنية على وحدة أساسية في المخطط العام، وهي فكرة وسَّعها بعد ذلك لتشمل اللافقاريات. وقد تضارب تطرُّف هذه الأفكار مع التزام كوفييه بفكرة ثبات الأنواع، مما أوقع الصديقين القديمين في مجادلات مشهورة عام 1830.
أما ساڤيني فلم يكن مثل جوفروي، بل قامت شهرته في البداية على عمل صغير متعلق بمجال اهتمام عام، ولم ينتقل من التعميم إلى التخصيص إلا في مرحلة متأخرة جدا. فكان كتابه التاريخ الطبيعي والميثولوجي لأبي منجل، الذي نشر عام 1805، جمعا ساحرا بين سعة اطلاعه على التراث الكلاسيكي والدقة التامة في علم الحيوان. وقد ذكر فيه أن تبجيل قدماء المصريين للطائر أبي منجل الأبيض كان انعكاسا لتصورهم أن لديه شهية للأفاعي الطيارة التي لولاه ـ حسب زعم الخرافة ـ لغزت أرض مصر. والحقيقة أن مصر لم تكن معرضة لخطر الأفاعي المجنحة أو الزاحفة؛ وإنما كانت تُتخَذُ عندهم رمزا للشيطان، فضلا عن أن أبا منجل من الطيور التي تخوض في الماء ولا تأكل الأفاعي. والمصدر الحقيقي لطبيعته المقدسة هو قدومه مع الرياح الصيفية. فهو يعود إلى الظهور سنويا كبشير بالمياه المانحة للحياة. ومن هنا كانت مطابقته مع الإله تحوت الذي يحمل رأس أبي منجل الذي يناظر ميركوري (عطارد). وقد أشار ساڤيني إلى أنه وإن كانت تجاويف المعدة في مومياء أبي منجل تحافظ على بقايا أفاع ـ وهذا هو الوضع النموذجي ـ إلا أن ذلك كان بسبب أن المحنطين قد قاموا على خدمة حقائق أعمق من أن تكون مجرد وقائع في التاريخ الطبيعي.
عازف القيثارة الإلهية: لوحة مأخوذة عن جدار قبر رمسيس الثالث، وهي واحدة من خمسين رسما توضيحيا ملونا في السِّفْر.
أحرز كتاب ساڤيني نجاحا رائعا، فوطّد العزم على وضع عيناته المصرية في تنظيم متسلسل. ولكنه كان حتى ذلك الحين يجد نفسه في حيرة من أن يعزو للنماذج المتعددة الأشكال من الحشرات والقشريات التي جمعها خواص تميزها كوحدة واحدة، إذ لم يكن أي مختص بالحشرات قد طابق بعد بين منظومات من الأعضاء المنظمة بوجه عام بطريقة مطردة ـ على نحو ما كان <لينايوس> قد فعل بالأعضاء الجنسية في النباتات ـ بحيث تمكن مقارنة تغيرات من نوع إلى آخر ومن جنس إلى آخر. ومن ثم بدأ ساڤيني بحثه على مجموعة من نحو 1500 عينة، وذلك بفصل القسمات الخارجية، والقيام برسم كل منها على حدة. ولم يكن أمامه سوى عدد قليل من الكائنات التي يبلغ طولها سنتيمترا واحدا، أما معظمها فكان أصغر من ذلك. وبعد المسح الشامل لآلاف الرسوم تمكن من وضع يده على مفتاح التصنيف. فقد كانت الأجزاء نفسها من أقسام الفم تظهر في جميع الأشكال، أما التعديلات الموجودة بين بنية وأخرى، فقد زودته بالمقارنات الموثوقة أشد الوثوق بين الأنواع.
خصص ساڤيني بحثه الأول لعث الملابس والفراشات، أي للحالة الأكثر إثارة للجدل. وقد عارض في هذا التقرير شيخيه <كوفييه> وأكبر عالم حشرات في فرنسا P.. لتري، الذين كانا يريان أن فكي اليسروع caterpillar يختفيان عند تحوله إلى فراشة. أما ساڤيني فقد وجد غير ذلك، إذ تمكن من تمييز أشكال من الشفاه المنمنمة والفكوك السفلى والفكوك بوجه عام، وكلها معدلة أو محوّرة لدرجة يتعذر معها تعرُّفها عمليا ـ الأمر الذي صادق عليه لتري وكوفييه مصادقة كلية. وقد مكنت هذه المعايير ساڤيني من تعريف صنف الحشرات بمعناه المحدَّد تعريفا مورفولوجيا، وذلك بتسميتها سداسيات أرجل، أي ذوات ست أرجل وقرني استشعار.
«طائرا أبي منجل» أبيض وأسود، وقد رسمهما ساڤيني أحد مؤسسي المورفولوجيا. ويشير كتابه عن التاريخ الطبيعي لطائر أبي منجل إلى أن الأبيض منه، الذي كان مقدسا عند المصريين لأنه يحمي أرضهم من الأفاعي، لا يأكل الأفاعي أبدا. ولكن المحنطين القدماء احترموا الخرافة وحافظوا عليها بوضع أفاع محنطة في تجاويف معدة الطائر الذي كانوا يحنطونه.
ثم تحول ساڤيني في مذكرته الثانية إلى التقسيم الثاني الأوسع لمفصليات الأرجل (1) اللافقارية ـ أي كثيرات الأرجل (بما فيها أم أربع وأربعين) والعناكب والقشريات ـ التي كان <لنايوس> قد جمعها معا تحت اسم «حشرات». وكان مفتاح التصنيف هنا أيضا هو أقسام الفم، ولكن التغيرات كانت خارقة إلى درجة أن ساڤيني أورد تقابلات وظيفية بجرأة ومهارة لا يمكن أن يوصف بهما أبدا عالَم التصنيفية الرصين. ففي بعض الفئات، مثل سرطان البحر، أمكن مقابلة الأعضاء التي تستخدم للمضغ، مع تلك التي تستعملها رتب أخرى للتنقل، وما كان أقداما عند سداسيات أرجل يبدو أنه تحول إلى فكوك عند سرطانات البحر. أما بحثه الأخير عن الزقيات ascidians، أو الديدان الزقية tunicate worms، فلم يكن أقل إثارة للنقاش.
فقد أثبت ساڤيني أن الكائنات التي دعيت لأمور غامضة الزوفيتات (2) zoophytes، هي أبعد ما تكون عن اعتبارها أمثلة للبساطة القصوى، لأنها تبدو بشكل أنساق معقدة من التراتبات. وكذلك عجّلت دراسة أخيرة للديدان الحلقية في تقدم التنظيم المنهجي لصنف كوفييه الذي يضم الديدان ذوات الدم الأحمر red-blooded worms.
وباختصار تعتبر أعمال ساڤيني بداية دراسة علم الحيوان للتماثل homology (في الشكل والوظيفة) بوجه عام. كما أن دقته في التفصيل كانت في الوقت نفسه من الإتقان بحيث أعيد طبع لوحاته عن الرخويات حتى عام 1926، ولم يكن ذلك لأنها من الكتب الأثرية القديمة، بل لأسباب علمية بحتة. على أن ساڤيني لم يكمل قط مبحثا شاملا أيا كان، بل إنه لم يستطع أن يجهز الحواشي والتعليقات لإرفاقها بلوحاته في وصف مصر. ففي حين كان يعمل على جعل تفاصيلها في غاية الدقة، عانى هجماتِ اضطرابٍ عصبي متكرر سلب منه الرؤية الناجعة عندما ثبت هذا الاضطراب بشكل دائم منذ عام 1824. أما هو فقد عزا هذه المشكلة إلى هجمة متأخرة من هجمات الرمد ophthalmia الذي ابتلي به العديد من أعضاء الحملة على مصر. والواقع أن المسؤول عن عماه، بحسب تشخيص المختصين الحاليين، ربما كان شكلا من أشكال الصرع المؤقت.
وهكذا أمضى ساڤيني الثلاثين سنة الأخيرة من حياته يغلف رأسه بخمار أسود طيلة فتح مصاريع النوافذ، لأنه لم يعد يتحمل ضوء الشمس. وكان الكتاب الوحيد الذي نشره بعد ذلك هو عمل تصنيفي على درجة عالية من الهلوسة النموذجية الناتجة من اضطراب في عصبه البصري، كان أشبه بشفق قطبي داخل رأسه.
وعلم النبات في وصف مصر مخيب للآمال إلى حد ما مقارنة بعلم الحيوان، أما علم التعدين فكان بالفعل مثيرا للاهتمام. فهناك 15 لوحة تحتوي على أكثر من 100 رسم توضح صخور مصر، إضافة إلى دراسة شاملة عن جغرافية مصر الفيزيائية وكان مؤلف هذا القسم M.F. دو روزيير مهندس مناجم لم يشارك بَعْده بأي عمل علمي منهجي آخر أو بأي بحث. ولكنه عالج، مثل زميله ساڤيني، مادة موضوعه الرفيع الاختصاص بطريقة لاقت اهتماما عاما.
كان علم التعدين حتى ذلك الحين آخذا في التمايز عن التاريخ الطبيعي والدخول في فرع الجيولوجيا الصاعد. وقد صمم روزيير لوحاته بوضوح لتكون مثالا عن أهمية فنون الرسم في العلم الجديد. وكان ما زال على الجيولوجيين أن يطوروا لغة مثل لغة علم الكيمياء (أو علم النبات) يمكنها أن تساعد على تعريف المعادن بأسماء تخصها. لذلك كان وصف الصخور في الكتابات الجيولوجية بلا معنى ما لم يكن مُرْفَقًا بعينات من هذه الصخور، إلا أن الرسم التوضيحي المناسب كان بإمكانه أن يغطي هذا العجز. وقد أخذ روزيير على عاتقه ألاّ تكون رسومه مجرد صور للصخور الخاصة الموجودة على طاولته في لحظة الكتابة،
بل تعبيرا مجملا عن كل الصفات المميزة لنموذج كل صخر ممثل بهذه العينات. وكان من الضروري كتابة العناصر المكونة في الأسفل مع الشرح، أما الشكل واللون والمزيج، وقبل كل شيء النسيج ـ أو باختصار الخواص المطلوبة لتعرف الصخر ـ فكان لا بد من إظهارها بالرسم.
إن العنوان الذي اختاره روزيير لرسالته هو: حول التكوين الفيزيائي لمصر وحول علاقاته بمؤسساتها الاجتماعية القديمة. ولو كان المؤلف فيلسوفا أو أيديولوجيا من نوع ما، لاعتبرت دعواه جريئة، لأنه كان يهدف إلى إظهار الكيفية التي تستمد بها الثقافة من الظروف المادية، لا من تدبير إلهي، أو عوامل أخرى عالية ولكن معالجته للموضوع، بوصفه مهندس مناجم، ظلت معالجة واقعية فحسب. وقد لاحظ أنه ما من بلد آخر ارتقى مجتمعه رقيَّ مجتمع مصر القديمة، وكان لرقيه مثل هذا الاعتماد على مجموعة واحدة من العوامل الفيزيائية. فكل شيء في قوانين هذا البلد وفي عادات شعبه مستمد من سلوك النيل.
ولم يَصُغْ ارتفاع النيل وانخفاضه حضارة مصر فحسب، بل إنهما يفسران تأثير ثقافتها في علوم وفنون وحرف العصور القديمة كلها وفي أصول وأنساب آلهتها. أضف إلى ذلك أن هذه الظاهرة تمكن دراستها في عزلة شبيهة بعزلة المخبر الذي كانته مصر من أجل هذه الأغراض.
يستوفي مؤلَّف وصف مصر، إلى حد كبير، ما يعد به عنوانه في القسم الثاني الذي عني بوضع البلاد في نهاية القرن 18. وقد شغلتْ المذكرات والدراسات الطبوغرافية قسما كبيرا من نصه. وكان لدى فرق المهندسين، التي اجتازت العوائق والحواجز لتنشئ منها الخرائط، مهمة أبعد من مجرد رسم الخرائط. فالمساحون الذين كانوا يمشطون جميع القرى عبر الدلتا وأعالي النيل صدرت إليهم التعليمات بإنجاز ما يمكن أن يقترب من التعداد العام، وذلك بإعداد التقارير عن عدد السكان والعوائل وأوضاعهم وأشغالهم، وطرق الزراعة عندهم وتعداد الخيول والجمال وكيف تتم العناية بالحيوان، وأنماط التجارة والصناعة ومواضع المقالع والواحات والقنوات والعبّارات، ووسائل النقل والاتصال، إضافة إلى الأصول العرقية وطبيعة الناس الدينية، المستقرين منهم والرحل على السواء.
كانت الطبوغرافيا موضع اهتمام طبي وفيزيائي لأن الطب في القرن الثامن عشر كان يهدف إلى موازنة البيئة مع التكوين الفيزيولوجي للرجال والنساء والأطفال. وكان على رأس الأطباء في الحملة <N. ديجينيت> وعلى رأس الجراحين J.D. لارِّيْ. ولما كان وضع مصر مأساويا مؤثرا، فقد ألف ديجينيت طبوغرافية مصر الفيزيائية والطبية التي تضمنت مساعدة من الفلكي A-.N. نويه، كما جمع ديجينيت أثناء فترة الاحتلال بيانات عن الحراك السكاني في مصر ووضع سجل الوفيات في القاهرة عن السنوات الثلاث التي كانت فرنسا فيها تسيّر الأمور، وألف مرجعا كلاسيكيا في الطب العسكري الذي رسم سياسة وخطط الصرف الصحي والصحة العامة وتنظيم المستشفيات.
أما لارِّيْ فقد كتب من جانبه، بصورة أساسية، عن المرض وقدم وصفا سريريا للرمد (والتراخوما بعامة) والطاعون الدبلي والكزاز والحمى الصفراء والجذام ومرض الفيل وضمور الخصيتين والعملقة. وفي رأيه أن سبب الطاعون والحمى والكزاز يتضمن بوضوح عاملا خارجيا محددًا استخدم له أحيانا اسم «ڤيروس» وأحيانا أخرى اسم «جرثوم». وكان مفهومه عن المرض محددا وموضوعيا ككل شيء أدخل في طب القرن التاسع عشر من خلال مزاولة المعاينة السريرية الجديدة. في باريس، فسبق غيره فيما يبدو بهذا المنهج وطوره بمفرده.
ويوجد بين المذكرات والأبحاث المتخصصة في القسم الثاني من وصف مصر العديد من الموضوعات المشروحة التي تُصنَّف في وقتنا الحاضر بين العلوم الاجتماعية أو الإنسانية. فهي تتضمن موضوعات في الأنثروبولوجيا (علم الإنسان) [من الوجهتين الثقافية والجسمانية] وفي علم السكان والأحوال الجوية والعلوم السياسية وعلم الاجتماع والسياسة الجغرافية والزراعة والاقتصاديات المحلية micro-economics وتاريخ العصور الوسطى والتاريخ الإداري واللسانيات وعلم الموسيقى ـ وهي كلها فروع معرفية لم يكن لمعظمها وجود حينذاك. وكان مؤلفو هذه الأقسام أيضا مهندسين وعلماء وعسكريين ورجالا دُربوا على أن يكونوا منهجيين، وعرفوا كيف ينظرون إلى ما حولهم وأن يقدروا ما رأوه حق قدره.
كان وضعهم إذًا وضع من يرصد الظواهر. وكثيرا ما قال أحدهم للآخر: ليس في العالم بلد، ولا حتى فرنسا حتما، كان في يوم من الأيام موضع دراسة شاملة كدراستهم لمصر. ولكن هذه الحقيقة بدأت تتغير بعد عودتهم إلى فرنسا. فهناك ظل معظمهم في خدمة الدولة، وأصبح نهمهم إلى جمع الوقائع، وهو الذي الذي مارسوه في مصر، طبيعة مميزة لكل من النظام النابليوني والملكي ـ الذي استعيد عام 1815.
ولدينا مثال واضح على ذلك هو المهندس C. فولفيك الذي صمم، على الرغم من صغر سنه، عدة لوحات عن العصور القديمة وكتب مقالة عن عادات سكان مصر المحدثين. وقد أنهى فولفيك مسيرة حياته العملية مشرفا عاما على السين في عشرينيات القرن الماضي. وعنها أمر بجمع وتصنيف الوثائق المتعلقة بطبوغرافيا المدينة تحت اسم إحصائية مدينة باريس فكان هذا في النتيجة تطبيقا على عاصمة فرنسا للتقنيات التي استخدمها مع زملائه في وصفهم العميق لمصر.
لقد كان لإسهام العلم في البعثة معنى آخر يتجاوز مجرد تجميع المعلومات الهائل عن مصر، إنه العلاقة التي أقامها بين المعرفة الصُّوَرِية formal والسياسة، إذ كان لاحتلال مصر جانب حضاري مختلف عن النزعة الاستعمارية التجارية التي سبقته.
وهكذا كانت الكفاءة التقنية دعامة قوية للثقافة والحضارة. ولم يدرك بونابرت هذه الحقيقة بطريقة مجردة، بل بالحدس المباشر نفسه الذي أدرك به أي شيء يرتبط بممارسة السلطة، فانبثق منه الحافز الذي مكَّن من غرس مجموعة من نباتات العلْم الفرنسي على ضفاف النيل. وهذا ما لم تحاول الإمبريالية السابقة شيئا منه، لا بريطانيا في الهند، ولا هولندا في أندونيسيا، ولا الإسبان والبرتغاليون في أمريكا. فانتشار العِلْم الأوروبي وامتداد آثاره ونتائجه إلى المجتمعات الإفريقية والآسيوية مع الغزو العسكري والسلطة السياسية، بدآ مع غزو فرنسا لمصر.
لذلك يمكن أن نستعيد هنا قراءة الدافع الذي عزاه فورييه لبونابرت في مقدمة وصف مصر على اعتبار أنه نبوءة معقولة: "لقد كان واعيا للتأثير الذي سيخلفه هذا الحادث "غزو مصر" على علاقات أوروبا مع الشرق ومع باقي إفريقيا، إضافة إلى تأثيره في شؤون الملاحة والتجارة في البحر الأبيض المتوسط وفي مستقبل آسيا. لقد وضع لنفسه أهدافا هي القضاء على استبداد المماليك، وتعميم الري والزراعة، وتأسيس تجارة منتظمة بين البحر الأبيض المتوسط وبحر العرب، وتشجيع المشاريع التجارية، وتقديم أمثلة مفيدة للشرق عن الصناعة الأوروبية"، وأخيرا تحسين مستوى معيشة السكان وإعطاؤهم كل مزايا الحضارة المتقدمة. ولم يكن من المستطاع تحقيق هذه الأهداف من غير التطبيق المتواصل للعلم والفنون والتقنية."

## رصد الحملة الفرنسية وتاريخها
لعل من أبرز من تتبع الحملة الفرنسية على مصر هو الشيخ عبد الرحمن الجبرتي، والذي يعد كتابه هو المرجع الأساسي لتلك الفترة من تاريخ مصر؛ فقد ذكر كل الحوادث بالتفصيل.

## خط زمني للحملة الفرنسية على مصر
- 1798
  - 19 مايو : مغادرة الأسطول الفرنسي من ميناء طولون
  - 11 يونيو : الاستيلاء على مالطا
  - 1 يوليو : الوصول إلى الإسكندرية
  - 21 يوليو : معركة إمبابة المعروفة بمعركة الأهرام، وانتصار بري للقوات الفرنسية
  - 1 و2 أغسطس : معركة النيل، وانتصار الأسطول الإنجليزي على الاسطول الفرنسي الراسي في خليج أبو قير
  - 10 أغسطس : معركة الصالحية
  - 7 أكتوبر : Battle of Sédiman
  - 21 أكتوبر : ثورة القاهرة الأولى.
- 1799
  - 7 مارس : حصار يافا
  - 18 مارس: حصار عكا
  - 25 مارس: ثورة أمير الحج في ميت غمر
  - 8 أبريل: معركة الناصرة

- - 11 أبريل : معركة قانا

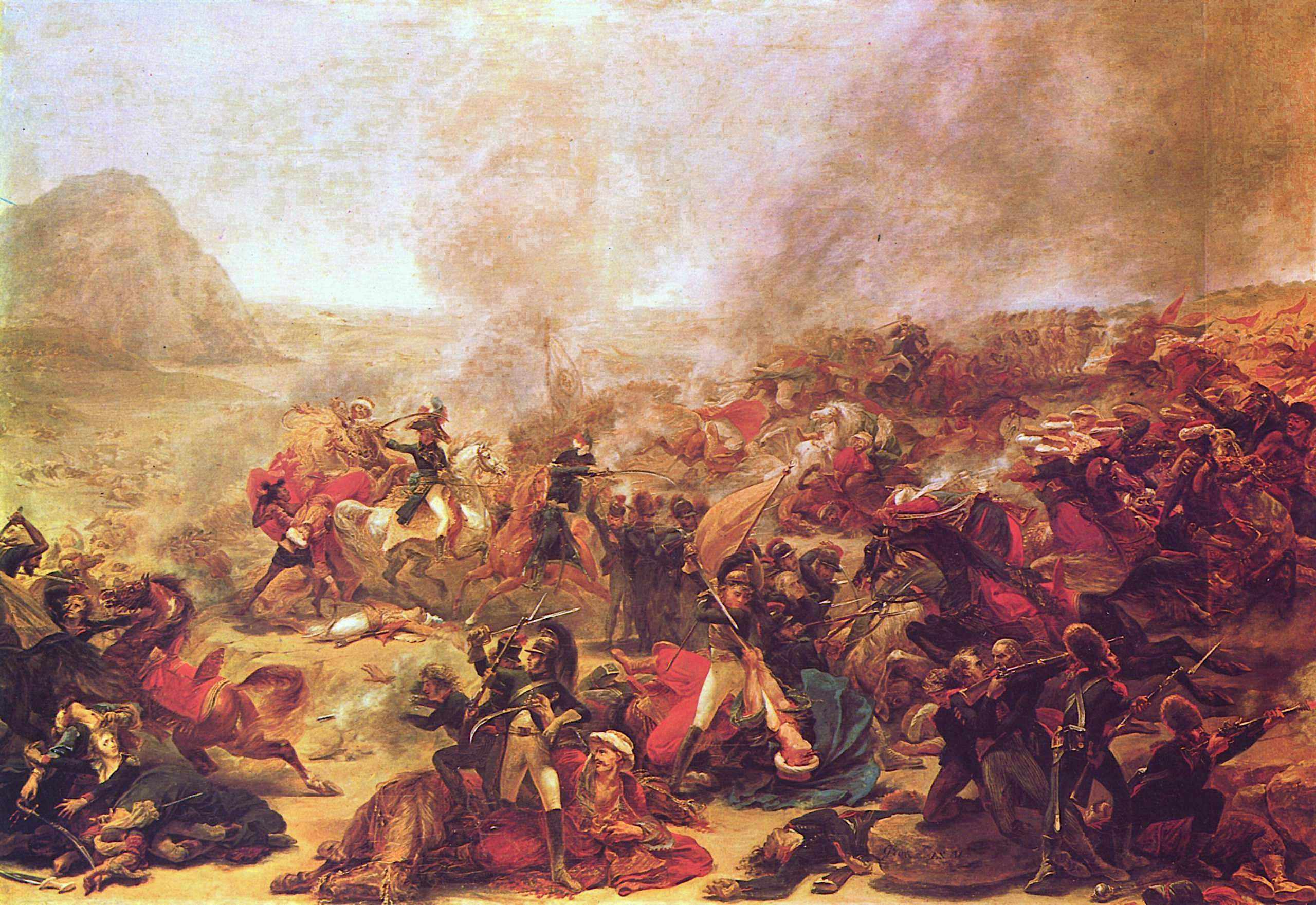
معركة الناصرة بريشة گرو

  - 16 أبريل : بونابرت يساند قوات كليبر وينجح في هزيمة القوات العثمانية عند سفح جبل طابور.
  - 20 مايو: حصار عكا، وانسحاب القوات الفرنسية بعد ثمانية هجمات
  - 25 يوليو : معركة أبي قير البرية، والانتصار الفرنسي
  - 23 أغسطس: بونابرت يقلع على ظهر الفرقاطة ميرون ويتخلي عن القيادة لكليبر
- 1800
- 24 يناير : كليبر يعقد اتفاقية العريش مع الأدميرال البريطاني سيدني سميث
- فبراير: القوات الفرنسية تبدأ في الانسحاب، لكن الأدميرال البريطاني جورج إلفينستون يرفض الاعتراف ببنود الاتفاقية.
- 20 مارس : معركة هليوپوليس، كليبر يحقق آخر انتصاراته ضد جيش من 30,000 من العثمانيين.
- 21 أبريل : كليبر يخمد ثورة القاهرة الثانية
- 14 يونيو: سليمان الحلبي يقتل كليبر في حديقة قصره بالقاهرة، ويتولى مينو القيادة بدلا منه.
- 3 سبتمبر: البريطانيون يستولون على مالطا من الفرنسيين
- 1801
  - 8 مارس : البريطانيون ينزلون بالقرب من أبو قير
  - 21 مارس: معركة الإسكندرية، هزيمة الفرنسيون، وتمترس الجيش الفرنسي تحت قيادة مينو عند الإسكندرية استعدادا لحصار الإسكندرية[ ؟ ].
  - 31 مارس: وصول القوات العثمانية إلى العريش
  - 19 أبريل : القوات البريطانية والعثمانية تستولى على فورت جوليان عند رشيد[ ؟ ] بعد أربعة أيام من القصف، وتعيد فتح الملاحة عبر نهر النيل.
  - 27 يونيو : الجنرال بليار يستسلم في القاهرة
  - 31 أغسطس: انتهاء حصار الإسكندرية بعد استسلام مينو
  - سبتمبر : البريطايون يسمحون لآخر جندي فرنسي بالعودة إلى فرنسا.

## مواضيع متعلقة
- عبد الرحمن الجبرتي
- سليمان الحلبي
- حجر رشيد
- ثورة القاهرة الثانية
- المعلم يعقوب

## وصلات خارجية
- الأهمية العلمية لحملة نابليون على مصر من مجلة العلوم الأمريكية - النسخة العربية
- الحملة الفرنسية على مصر من إسلام أون لاين